# PSV in het seizoen 2019/20 (mannen)
Het seizoen 2019/20 is het 107e jaar in het bestaan van PSV. De Eindhovense voetbalclub nam in deze jaargang voor het 64e opeenvolgende jaar deel aan de Eredivisie en aan de toernooien om de TOTO KNVB Beker en de Europa League.

## Seizoensverloop
Aan het begin van het seizoen kwam PSV dit seizoen in de tweede kwalificatieronde van de Champions League uit. PSV verloor de tweeluik, op basis van de uitdoelpuntenregel, tegen de Zwitserse FC Basel met een totaalscore van 4 – 4 (3 – 2 thuisoverwinning en een 2 – 1 uitnederlaag) en stroomde door naar de derde kwalificatieronde van de Europa League. PSV won nipt de tweeluik tegen de Noorse FK Haugesund. PSV won ook in de play-off voorronde van de Cyprische Apollon Limasol met een totaalscore van 7 – 0 (3 – 0 thuisoverwinning en een 0 – 4 uitoverwinning) en plaatste zich voor de groepsfase van de Europa League. In de groepsfase eindigde PSV als derde in de groep van Sporting Lissabon, LASK en Rosenborg BK en was uitgespeeld in Europa voor de winterstop. PSV begon goed in de groepsfase, maar door de zware uitnederlagen tegen Sporting Lissabon en LASK was PSV al in eind november uitgeschakeld voor dit toernooi.
Op 16 december 2019 werd bekend dat hoofdtrainer Mark van Bommel per direct werd ontslagen. Dit vanwege zeer tegenvallende resultaten van de eerste seizoenshelft. Ernest Faber werd zijn tijdelijke opvolger tot het einde van dit seizoen.
De zeer tegenvallende resultaten werd hierna niet direct ombogen tot goede resultaten. In de KNVB Beker werd PSV uitgeschakeld in de achtste finale. PSV verloor uit met 2 – 0 van NAC Breda.
Op 10 maart 2020 werden vanwege de coronacrisis in Nederland de Brabantste thuiswedstrijden van speelronde 27 afgelast. Op 12 maart 2020 werden alle Nederlandse voetbalwedstrijden tot en met 31 maart 2020 afgelast. Op 15 maart 2020 werd dit verlengd tot en met 6 april 2020. Ook moesten de sportclubs per direct sluiten, waardoor de trainingen werden stilgelegd. Op 31 maart 2020 maakte minister-president Mark Rutte tijdens een persconferentie bekend dat alle betaald voetbalwedstrijden tot 1 juni 2020 waren stilgelegd. Het betaald voetbal viel onder de vergunningsplichtige evenementen, waardoor herstart voor juni niet mogelijk was, ook niet zonder publiek.
Een dag later maakte de KNVB bekend dat op advies van de UEFA dat alle professionele competities in Europa uitgespeeld moesten worden en voor 3 augustus 2020 afgerond moeten zijn voor dit seizoen. De bond richtte zich in eerste instantie op een eventuele hervatting in de tweede helft van juni. Het huidige seizoen zou dus nog doorlopen na 30 juni 2020. De KNVB hield ook nog rekening met het stopzetten van de competitie indien het kabinet het niet verantwoord vond om op een latere termijn te kunnen voetballen en daardoor te verbieden.
Op 21 april 2020 maakte minister-president Mark Rutte tijdens een persconferentie bekend dat alle betaald voetbalwedstrijden definitief verboden zijn tot minstens 1 september 2020. Hierdoor ging de KNVB in overleg met de UEFA over het voornemen om het huidige competitieseizoen 2019/20 niet meer hervat zal worden. De KNVB zou op 24 april 2020 in overleg gaan met de betaaldvoetbalclubs en andere betrokkenen over het afwikkelen van dit seizoen met daarin het kampioenschap, de ticketverdeling voor het Europees voetbal van volgend seizoen en de promotie-/degradatieregeling en maakte de bond daarna een besluit hierover. Op een langere termijn maakt de bond meer bekend over de startdatum van het nieuwe voetbalseizoen 2020/21, de veiligheid, wel of geen publiek, fysieke belasting van spelers, uitzendschema’s en de aflopende contracten van spelers en trainers en transfers op 1 juli 2020 voor het nieuwe seizoen. Wel heeft de bond direct bekendgemaakt dat de trainingscomplexen van de clubs, onder strikte voorwaarden, weer beperkt open te stellen, zodat de spelers weer kunnen gaan trainen.
Op 24 april 2020 besloot de KNVB om de huidige stand als eindstand te verklaren. Dit was van belang voor de Europese tickets. Er werd geen officiële landskampioen aangewezen en niemand degradeert naar de Eerste divisie. Voor PSV eindigde dit seizoen als vierde in de competitie, dat recht geeft om deel te nemen aan de derde voorronde van de Europa League.

## Selectie
| Nr.           | Nat.                   | Naam                   | Geb. dat.  | Bij PSV | Contract tot juli | Optie   | Vorige club         | Bedrag       | Positie     | Notitie                               |
| Keepers       | Keepers                | Keepers                | Keepers    | Keepers | Keepers           | Keepers | Keepers             | Keepers      | Keepers     | Keepers                               |
| ------------- | ---------------------- | ---------------------- | ---------- | ------- | ----------------- | ------- | ------------------- | ------------ | ----------- | ------------------------------------- |
| 13            | Vlag van Duitsland     | Lars Unnerstall        | 20-07-1990 | 2018    | 2021              | -       | VVV-Venlo           | -            | K           |                                       |
| 21            | Vlag van Nederland     | Robbin Ruiter          | 25-03-1987 | 2019    | 2021              | 2022    | Sunderland          | -            | K           |                                       |
| 31            | Vlag van Nederland     | Yanick van Osch        | 24-03-1997 | 2015    | 2020              | -       | Eigen jeugd         | -            | K           | Eigen jeugd                           |
| Verdedigers   |                        |                        |            |         |                   |         |                     |              |             |                                       |
| 4             | Vlag van Nederland     | Nick Viergever         | 03-08-1989 | 2018    | 2022              | -       | Ajax                | -            | LV, CV      | Nederlands international              |
| 5             | Vlag van Duitsland     | Timo Baumgartl         | 04-03-1996 | 2019    | 2024              | -       | VfB Stuttgart       | € 10.000.000 | CV          |                                       |
| 6             | Vlag van Duitsland     | Daniel Schwaab         | 23-08-1988 | 2016    | 2020              | -       | VfB Stuttgart       | -            | CV          |                                       |
| 22            | Vlag van Nederland     | Denzel Dumfries ()     | 18-04-1996 | 2018    | 2023              | -       | sc Heerenveen       | € 5.500.000  | RV          | Nederlands international              |
| 28            | Vlag van Frankrijk     | Olivier Boscagli       | 18-11-1997 | 2019    | 2023              | -       | OGC Nice            | € 2.000.000  | LV, CV      |                                       |
| 33            | Vlag van Nederland     | Jordan Teze            | 30-09-1999 | 2018    | 2021              | -       | Eigen jeugd         | -            | RV          |                                       |
| 68            | Vlag van Zwitserland   | Ricardo Rodríguez      | 25-08-1992 | 2020    | 2020              | -       | AC Milan            | Huur         | LV          | Zwitsers international                |
| Middenvelders |                        |                        |            |         |                   |         |                     |              |             |                                       |
| 8             | Vlag van Nederland     | Jorrit Hendrix         | 06-02-1995 | 2013    | 2021              | -       | Eigen jeugd         | -            | LV, VM, CV  | Eigen jeugd; Nederlands international |
| 15            | Vlag van Mexico        | Érick Gutiérrez        | 15-06-1995 | 2018    | 2023              | -       | CF Pachuca          | € 6.000.000  | CM          | Mexicaans international               |
| 17            | Vlag van Nederland     | Ibrahim Afellay        | 02-04-1986 | 2019    | 2020              | -       | Clubloos            | -            | LM, AM, CM  | Eigen jeugd                           |
| 18            | Vlag van Nederland     | Pablo Rosario          | 07-01-1997 | 2016    | 2023              | -       | Almere City FC      | -            | CM          | Nederlands international              |
| 24            | Vlag van Nederland     | Mohammed Ihattaren     | 12-02-2002 | 2019    | 2022              | -       | Eigen jeugd         | -            | AM, CM      | Eigen jeugd                           |
| 30            | Vlag van Nieuw-Zeeland | Ryan Thomas            | 20-12-1994 | 2018    | 2022              | -       | PEC Zwolle          | € 2.750.000  | CM          | Nieuw-Zeelands international          |
| 32            | Vlag van Tsjechië      | Michal Sadílek         | 31-05-1999 | 2016    | 2022              | 2023    | Eigen jeugd         | -            | CM          | Eigen jeugd; Tsjechisch international |
| Aanvallers    |                        |                        |            |         |                   |         |                     |              |             |                                       |
| 7             | Vlag van Portugal      | Bruma                  | 24-10-1994 | 2019    | 2024              | -       | RB Leipzig          | € 12.000.000 | LA          | Portugees international               |
| 9             | Vlag van Nederland     | Donyell Malen          | 19-01-1999 | 2017    | 2024              | -       | Arsenal             | -            | SP, LA, RA  | Nederlands international              |
| 11            | Vlag van Griekenland   | Konstantinos Mitroglou | 12-03-1988 | 2019    | 2020              | -       | Olympique Marseille | Huur         | SP          | Grieks international                  |
| 14            | Vlag van Nederland     | Sam Lammers            | 30-04-1997 | 2015    | 2021              | -       | sc Heerenveen       | -            | SP          | Eigen jeugd                           |
| 19            | Vlag van Nederland     | Cody Gakpo             | 07-05-1999 | 2016    | 2023              | -       | Eigen jeugd         | -            | LA          | Eigen jeugd; Nederland –21            |
| 25            | Vlag van Japan         | Ritsu Doan             | 16-06-1998 | 2019    | 2024              | -       | FC Groningen        | € 7.500.000  | CAM, LA, RA | Japans international                  |

## Staf eerste elftal
Technische staf
|                    | Naam                    | Functie            | Contract tot |
| ------------------ | ----------------------- | ------------------ | ------------ |
| Vlag van Nederland | Ernest Faber (a.i.)     | Hoofdtrainer/Coach | 30 juni 2020 |
| Vlag van Nederland | René Eijkelkamp (a.i.)  | Assistent-trainer  | 30 juni 2020 |
| Vlag van Marokko   | Adil Ramzi (a.i.)       | Assistent-trainer  | 30 juni 2020 |
| Vlag van Nederland | Boudewijn Zenden (a.i.) | Assistent-trainer  | 30 juni 2020 |
| Vlag van Nederland | Ruud Hesp               | Keeperstrainer     | 30 juni 2020 |
| Vlag van Nederland | Mark van Bommel         | Hoofdtrainer/Coach | 30 juni 2021 |
| Vlag van Nederland | Jürgen Dirkx            | Assistent-trainer  | 30 juni 2021 |
| Vlag van Nederland | Reinier Robbemond       | Assistent-trainer  | 30 juni 2021 |

Begeleidende staf
|                    | Naam                 | Functie                |
| ------------------ | -------------------- | ---------------------- |
| Vlag van Nederland | Mart van den Heuvel  | Teammanager            |
| Vlag van Nederland | Egid Kiesouw         | Fysieke Trainer        |
| Vlag van Nederland | Luc van Agt          | Performance manager    |
| Vlag van Nederland | Wim Rip              | Video-analist          |
| Vlag van Nederland | Alex Abresch         | Video-analist          |
| Vlag van Nederland | John Feskens         | Analist                |
| Vlag van Nederland | René Dannenburg      | Fysiotherapeut         |
| Vlag van Nederland | Leon Peters          | Fysiotherapeut         |
| Vlag van Nederland | Falk Louwers         | Fysiotherapeut         |
| Vlag van Nederland | Eddy Pepels          | Verzorger              |
| Vlag van Nederland | Martijn op den Buijs | Materiaalverzorger     |
| Vlag van Nederland | Adri van Dooren      | Materiaalverzorger     |
| Vlag van Nederland | Wart van Zoest       | Medisch Manager        |
| Vlag van Nederland | Rob Bogie            | Clubarts               |
| Vlag van Nederland | Ruud van Elk         | Bewegingswetenschapper |
| Vlag van Nederland | Boudewijn Zenden     | Specialistentrainer    |

Overige staf
|                    | Naam          | Functie                 |
| ------------------ | ------------- | ----------------------- |
| Vlag van Nederland | Ernest Faber  | Hoofd Jeugdafdeling     |
| Vlag van Nederland | Thijs Slegers | Manager perszaken       |
| Vlag van Nederland | Damian Bott   | Hoofd Marketing & Media |

## Transfers
Voor recente transfers bekijk: Lijst van Eredivisie transfers zomer 2019/20

Voor recente transfers bekijk: Lijst van Eredivisie transfers winter 2019/20
Aangetrokken
|                      | Naam                   | Positie      | Oude club                      | Land      | Per              | Transfersom  |
|                      | Transfers              | Transfers    | Transfers                      | Transfers | Transfers        | Transfers    |
| -------------------- | ---------------------- | ------------ | ------------------------------ | --------- | ---------------- | ------------ |
| Vlag van Nederland   | Ibrahim Afellay        | Middenvelder | Clubloos (daarvoor Stoke City) | Engeland  | 1 juli 2019      | n.v.t.       |
| Vlag van Portugal    | Bruma                  | Aanvaller    | RB Leipzig                     | Duitsland | 1 juli 2019      | € 12.000.000 |
| Vlag van Nederland   | Robbin Ruiter          | Doelman      | Sunderland                     | Engeland  | 1 juli 2019      | Transfervrij |
| Vlag van Frankrijk   | Olivier Boscagli       | Verdediger   | OGC Nice                       | Frankrijk | 17 juli 2019     | € 2.000.000  |
| Vlag van Duitsland   | Timo Baumgartl         | Verdediger   | VfB Stuttgart                  | Duitsland | 25 juli 2019     | € 10.000.000 |
| Vlag van Japan       | Ritsu Doan             | Middenvelder | FC Groningen                   | Nederland | 30 augustus 2019 | € 7.500.000  |
|                      | Gehuurd                |              |                                |           |                  |              |
| Vlag van Spanje      | Toni Lato              | Verdediger   | Valencia CF                    | Spanje    | 5 juli 2019      | n.v.t.       |
| Vlag van Griekenland | Konstantinos Mitroglou | Aanvaller    | Olympique Marseille            | Frankrijk | 22 augustus 2019 | n.v.t.       |
| Vlag van Zwitserland | Ricardo Rodríguez      | Verdediger   | AC Milan                       | Italië    | 30 januari 2020  | n.v.t.       |
|                      | Terug van verhuur      |              |                                |           |                  |              |
| Vlag van Nederland   | Hidde Jurjus           | Doelman      | De Graafschap                  | Nederland | 1 juli 2019      | n.v.t.       |
| Vlag van Nederland   | Luuk Koopmans          | Doelman      | MVV Maastricht                 | Nederland | 1 juli 2019      | n.v.t.       |
| Vlag van Nederland   | Sam Lammers            | Aanvaller    | sc Heerenveen                  | Nederland | 1 juli 2019      | n.v.t.       |
| Vlag van Nederland   | Derrick Luckassen      | Verdediger   | Hertha BSC                     | Duitsland | 1 juli 2019      | n.v.t.       |
| Vlag van Duitsland   | Lars Unnerstall        | Doelman      | VVV-Venlo                      | Nederland | 1 juli 2019      | n.v.t.       |

Vertrokken
|                     | Naam               | Positie      | Nieuwe club       | Land             | Per              | Transfersom  |
|                     | Transfers          | Transfers    | Transfers         | Transfers        | Transfers        | Transfers    |
| ------------------- | ------------------ | ------------ | ----------------- | ---------------- | ---------------- | ------------ |
| Vlag van Australië  | Aziz Behich        | Verdediger   | Başakşehir        | Turkije          | 24 mei 2019      | € 1.500.000  |
| Vlag van Nederland  | Luuk de Jong       | Aanvaller    | Sevilla FC        | Spanje           | 1 juli 2019      | € 15.000.000 |
| Vlag van Nederland  | Kenneth Paal       | Verdediger   | PEC Zwolle        | Nederland        | 1 juli 2019      | € 350.000    |
| Vlag van Spanje     | Angeliño           | Verdediger   | Manchester City   | Engeland         | 3 juli 2019      | € 12.000.000 |
| Vlag van Curaçao    | Eloy Room          | Doelman      | Columbus Crew     | Verenigde Staten | 5 juli 2019      | Transfervrij |
| Vlag van Mexico     | Hirving Lozano     | Aanvaller    | SSC Napoli        | Italië           | 23 augustus 2019 | € 40.000.000 |
| Vlag van Nederland  | Bart Ramselaar     | Middenvelder | FC Utrecht        | Nederland        | 24 augustus 2019 | Niet bekend  |
| Vlag van Australië  | Trent Sainsbury    | Verdediger   | Maccabi Haifa     | Israël           | 29 augustus 2019 | Transfervrij |
| Vlag van Nederland  | Steven Bergwijn    | Aanvaller    | Tottenham Hotspur | Engeland         | 29 januari 2020  | € 30.000.000 |
| Vlag van Uruguay    | Gastón Pereiro     | Middenvelder | Cagliari          | Italië           | 31 januari 2020  | € 2.500.000  |
|                     | Was gehuurd        |              |                   |                  |                  |              |
| Vlag van Spanje     | Toni Lato          | Verdediger   | Valencia CF       | Spanje           | 1 januari 2020   | n.v.t.       |
|                     | Verhuurd           |              |                   |                  |                  |              |
| Vlag van Nederland  | Hidde Jurjus       | Doelman      | De Graafschap     | Nederland        | 1 juli 2019      | n.v.t.       |
| Vlag van Nederland  | Armando Obispo     | Verdediger   | Vitesse           | Nederland        | 1 juli 2019      | n.v.t.       |
| Vlag van België     | Dante Rigo         | Middenvelder | Sparta Rotterdam  | Nederland        | 1 juli 2019      | n.v.t.       |
| Vlag van Argentinië | Maximiliano Romero | Aanvaller    | Vélez Sarsfield   | Argentinië       | 1 juli 2019      | n.v.t.       |
| Vlag van Brazilië   | Mauro Júnior       | Middenvelder | Heracles Almelo   | Nederland        | 7 juli 2019      | n.v.t.       |
| Vlag van Nederland  | Luuk Koopmans      | Doelman      | ADO Den Haag      | Nederland        | 20 augustus 2019 | n.v.t.       |
| Vlag van Nederland  | Derrick Luckassen  | Verdediger   | RSC Anderlecht    | België           | 31 augustus 2019 | n.v.t.       |
| Vlag van Nederland  | Jeroen Zoet        | Doelman      | FC Utrecht        | Nederland        | 14 januari 2020  | n.v.t.       |

## Tenue
| Thuis | Alternatief thuis | Uit | Alternatief Uit | Alternatief Uit | Derde tenue | Alternatief derde tenue |

## Voorbereiding
| 3 juli 2019, 19:00 uur                                             | FC Sion | 0 – 0 | PSV | Opstelling FC Sion | Opstelling PSV |  |
| Stadion: Stade Saint-Marc, Bagnes, Zwitserland Toeschouwers: 1.050 |         |       |     | Eerste helft: Mitrjoeskin, Kasami, Ruiz, Song, Luan, Toma, Lenjani, Ndoye, Kouassi, Itaitinga, Maceiras Tweede helft: Fickentscher, Angha, Bamert, Abdellaoui, Khasa, Zock, Mveng, Adão, Morgado, Konan, Uldriķis | Eerste helft: Zoet, Dumfries, Sainsbury, Viergever, Theunissen, Rosario, Lammers, Hendrix, Bergwijn, Malen, Gakpo Tweede helft: Ruiter, Teze, Luckassen, Soulas (Ramselaar '70), De Haas, Sadílek, Verreth, Ihattaren, Aboukhlal, Piroe, Mauro Júnior |  |
| Stadion: Stade Saint-Marc, Bagnes, Zwitserland Toeschouwers: 1.050 |         |       |     | Eerste helft: Mitrjoeskin, Kasami, Ruiz, Song, Luan, Toma, Lenjani, Ndoye, Kouassi, Itaitinga, Maceiras Tweede helft: Fickentscher, Angha, Bamert, Abdellaoui, Khasa, Zock, Mveng, Adão, Morgado, Konan, Uldriķis | Eerste helft: Zoet, Dumfries, Sainsbury, Viergever, Theunissen, Rosario, Lammers, Hendrix, Bergwijn, Malen, Gakpo Tweede helft: Ruiter, Teze, Luckassen, Soulas (Ramselaar '70), De Haas, Sadílek, Verreth, Ihattaren, Aboukhlal, Piroe, Mauro Júnior |  |
| Stadion: Stade Saint-Marc, Bagnes, Zwitserland Toeschouwers: 1.050 |         |       |     | Eerste helft: Mitrjoeskin, Kasami, Ruiz, Song, Luan, Toma, Lenjani, Ndoye, Kouassi, Itaitinga, Maceiras Tweede helft: Fickentscher, Angha, Bamert, Abdellaoui, Khasa, Zock, Mveng, Adão, Morgado, Konan, Uldriķis | Eerste helft: Zoet, Dumfries, Sainsbury, Viergever, Theunissen, Rosario, Lammers, Hendrix, Bergwijn, Malen, Gakpo Tweede helft: Ruiter, Teze, Luckassen, Soulas (Ramselaar '70), De Haas, Sadílek, Verreth, Ihattaren, Aboukhlal, Piroe, Mauro Júnior |  |
|                                                                    |         |       |     | | |  |

| 7 juli 2019, 17:00 uur                                          | OGC Nice                             | 3 – 2 (2 – 1) | PSV                     | Opstelling OGC Nice | Opstelling PSV |  |
| Stadion: Stade de Copet, Vevey, Zwitserland Toeschouwers: 1.200 | Sacko 37' Saint-Maximin 42' Coly 62' |               | 12' Lammers 90+3' Piroe | Clementia (Cardinale '46), Pelmard, Cissé (Perraud '46), Boscagli, Coly, Tameze (Sylvestre '63), Lees-Melou (Wade '63), Walter (Danilo '46), Saint-Maximin (Brazão '46), Ganago (Le Bihan '46), Sacko | Zoet (Ruiter '46), Dumfries (Ramselaar '61), Viergever (Teze '61), Luckassen (Soulas '61), Theunissen (De Haas '46), Rosario (Sadílek '46), Lammers (Ihattaren '61), Hendrix (Verreth '61), Bergwijn (Rosario '65), Malen (Piroe '46), Gakpo (Malen '65) |  |
| Stadion: Stade de Copet, Vevey, Zwitserland Toeschouwers: 1.200 |                                      |               |                         | Clementia (Cardinale '46), Pelmard, Cissé (Perraud '46), Boscagli, Coly, Tameze (Sylvestre '63), Lees-Melou (Wade '63), Walter (Danilo '46), Saint-Maximin (Brazão '46), Ganago (Le Bihan '46), Sacko | Zoet (Ruiter '46), Dumfries (Ramselaar '61), Viergever (Teze '61), Luckassen (Soulas '61), Theunissen (De Haas '46), Rosario (Sadílek '46), Lammers (Ihattaren '61), Hendrix (Verreth '61), Bergwijn (Rosario '65), Malen (Piroe '46), Gakpo (Malen '65) |  |
| Stadion: Stade de Copet, Vevey, Zwitserland Toeschouwers: 1.200 |                                      |               |                         | Clementia (Cardinale '46), Pelmard, Cissé (Perraud '46), Boscagli, Coly, Tameze (Sylvestre '63), Lees-Melou (Wade '63), Walter (Danilo '46), Saint-Maximin (Brazão '46), Ganago (Le Bihan '46), Sacko | Zoet (Ruiter '46), Dumfries (Ramselaar '61), Viergever (Teze '61), Luckassen (Soulas '61), Theunissen (De Haas '46), Rosario (Sadílek '46), Lammers (Ihattaren '61), Hendrix (Verreth '61), Bergwijn (Rosario '65), Malen (Piroe '46), Gakpo (Malen '65) |  |
|                                                                 |                                      |               |                         | | |  |

| 12 juli 2019, 19:15 uur                                                           | PSV                      | 3 – 0 (1 – 0) | Aris FC | Opstelling PSV | Opstelling Aris FC |  |
| Stadion: Sportpark De Warande (van VV TSC), Oosterhout Scheidsrechter: Kevin Blom | Malen 40', 47' Piroe 85' |               |         | Van 1e tot 63e minuut: Zoet, Dumfries, Luckassen, Viergever, Theunissen, Rosario, Lammers, Hendrix, Bergwijn, Malen, Bruma Vanaf 63e minuut: Ruiter, Teze, Soulas, De Haas, Ramselaar, Sadílek, Verreth, Ihattaren, Aboukhlal, Piroe, Gakpo | Ehmann, Korhut (Bagalianis '87), Vélez (Delizisis '72), Rose (Sousa '72), Konstantinidis (Tsagkalidis '87), Matilla (Bakoutsis '87), Tonso (Martínez '72), Basha, Fetfatzidis (Duarte '56), Ideye (Younés '72), Diguiny |  |
| Stadion: Sportpark De Warande (van VV TSC), Oosterhout Scheidsrechter: Kevin Blom |                          |               |         | Van 1e tot 63e minuut: Zoet, Dumfries, Luckassen, Viergever, Theunissen, Rosario, Lammers, Hendrix, Bergwijn, Malen, Bruma Vanaf 63e minuut: Ruiter, Teze, Soulas, De Haas, Ramselaar, Sadílek, Verreth, Ihattaren, Aboukhlal, Piroe, Gakpo | Ehmann, Korhut (Bagalianis '87), Vélez (Delizisis '72), Rose (Sousa '72), Konstantinidis (Tsagkalidis '87), Matilla (Bakoutsis '87), Tonso (Martínez '72), Basha, Fetfatzidis (Duarte '56), Ideye (Younés '72), Diguiny |  |
| Stadion: Sportpark De Warande (van VV TSC), Oosterhout Scheidsrechter: Kevin Blom |                          |               |         | Van 1e tot 63e minuut: Zoet, Dumfries, Luckassen, Viergever, Theunissen, Rosario, Lammers, Hendrix, Bergwijn, Malen, Bruma Vanaf 63e minuut: Ruiter, Teze, Soulas, De Haas, Ramselaar, Sadílek, Verreth, Ihattaren, Aboukhlal, Piroe, Gakpo | Ehmann, Korhut (Bagalianis '87), Vélez (Delizisis '72), Rose (Sousa '72), Konstantinidis (Tsagkalidis '87), Matilla (Bakoutsis '87), Tonso (Martínez '72), Basha, Fetfatzidis (Duarte '56), Ideye (Younés '72), Diguiny |  |
|                                                                                   |                          |               |         | | |  |

| 17 juli 2019, 19:00 uur                                                                  | PSV | 0 – 2 (0 – 2) | VfL Wolfsburg         | Opstelling PSV | Opstelling VfL Wolfsburg |  |
| Stadion: Philips Stadion, Eindhoven Toeschouwers: 30.000 Scheidsrechter: Jeroen Manschot |     |               | 5' Arnold 40' William | Zoet, Dumfries, Viergever, Luckassen, Lato (Sadílek '46), Hendrix (Gutiérrez '60), Lammers (Lozano '60), Rosario, Bergwijn, Malen, Bruma (Gakpo '70) | Eerste helft: Pervan, Knoche, Brooks, Guilavogui, William, Arnold, Gerhardt, Roussillon, Klaus, Weghorst, Victor Tweede helft: Pervan, Edwards '90, Bruma, Uduokhai, Mbabu, Schlager, Rexhbeçaj, Yeboah, Steffen, Mallı, Brekalo |  |
| Stadion: Philips Stadion, Eindhoven Toeschouwers: 30.000 Scheidsrechter: Jeroen Manschot |     |               |                       | Zoet, Dumfries, Viergever, Luckassen, Lato (Sadílek '46), Hendrix (Gutiérrez '60), Lammers (Lozano '60), Rosario, Bergwijn, Malen, Bruma (Gakpo '70) | Eerste helft: Pervan, Knoche, Brooks, Guilavogui, William, Arnold, Gerhardt, Roussillon, Klaus, Weghorst, Victor Tweede helft: Pervan, Edwards '90, Bruma, Uduokhai, Mbabu, Schlager, Rexhbeçaj, Yeboah, Steffen, Mallı, Brekalo |  |
| Stadion: Philips Stadion, Eindhoven Toeschouwers: 30.000 Scheidsrechter: Jeroen Manschot |     |               |                       | Zoet, Dumfries, Viergever, Luckassen, Lato (Sadílek '46), Hendrix (Gutiérrez '60), Lammers (Lozano '60), Rosario, Bergwijn, Malen, Bruma (Gakpo '70) | Eerste helft: Pervan, Knoche, Brooks, Guilavogui, William, Arnold, Gerhardt, Roussillon, Klaus, Weghorst, Victor Tweede helft: Pervan, Edwards '90, Bruma, Uduokhai, Mbabu, Schlager, Rexhbeçaj, Yeboah, Steffen, Mallı, Brekalo |  |
|                                                                                          |     |               |                       | | |  |

| 9 januari 2020, 15:30 uur            | PSV      | 1 – 2 (0 – 0) | Club Brugge          | Opstelling PSV | Opstelling Club Brugge |  |
| Stadion: Aspire Academy, Doha, Qatar | Doan 79' |               | 53' Vossen 74' Sobol | Eerste helft: Unnerstall, Dumfries, Schwaab, Viergever, De Haas, Rosario, Afellay, Thomas, Bruma, Madueke, Ihattaren Tweede helft: Unnerstall (Ruiter '60), Teze, Baumgartl, Boscagli, Daverveld, Gomes, Gutiérrez, Hendrix, Doan, Bruma (Ledezma '60), Gakpo | Van 1e tot 60e minuut: Horvath, Cools, Mitrović (Van den Keybus '46), Ricca, Van der Brempt, Vlietinck, Rits, De Ketelaere, De Cuyper, Vossen, Openda Vanaf 60e minuut: Horvath, Kossounou, Mechele, Deli, Sobol, Van den Keybus, Balanta, Vormer, Vanaken, Badji, Okereke |  |
| Stadion: Aspire Academy, Doha, Qatar |          |               |                      | Eerste helft: Unnerstall, Dumfries, Schwaab, Viergever, De Haas, Rosario, Afellay, Thomas, Bruma, Madueke, Ihattaren Tweede helft: Unnerstall (Ruiter '60), Teze, Baumgartl, Boscagli, Daverveld, Gomes, Gutiérrez, Hendrix, Doan, Bruma (Ledezma '60), Gakpo | Van 1e tot 60e minuut: Horvath, Cools, Mitrović (Van den Keybus '46), Ricca, Van der Brempt, Vlietinck, Rits, De Ketelaere, De Cuyper, Vossen, Openda Vanaf 60e minuut: Horvath, Kossounou, Mechele, Deli, Sobol, Van den Keybus, Balanta, Vormer, Vanaken, Badji, Okereke |  |
| Stadion: Aspire Academy, Doha, Qatar |          |               |                      | Eerste helft: Unnerstall, Dumfries, Schwaab, Viergever, De Haas, Rosario, Afellay, Thomas, Bruma, Madueke, Ihattaren Tweede helft: Unnerstall (Ruiter '60), Teze, Baumgartl, Boscagli, Daverveld, Gomes, Gutiérrez, Hendrix, Doan, Bruma (Ledezma '60), Gakpo | Van 1e tot 60e minuut: Horvath, Cools, Mitrović (Van den Keybus '46), Ricca, Van der Brempt, Vlietinck, Rits, De Ketelaere, De Cuyper, Vossen, Openda Vanaf 60e minuut: Horvath, Kossounou, Mechele, Deli, Sobol, Van den Keybus, Balanta, Vormer, Vanaken, Badji, Okereke |  |
|                                      |          |               |                      | | |  |

| 11 januari 2020, 13:30 uur           | PSV       | 1 – 2 (1 – 1) | KAS Eupen                      | Opstelling PSV | Opstelling KAS Eupen |  |
| Stadion: Aspire Academy, Doha, Qatar | Bruma 34' |               | 24' Milicevic 59' Ciampichetti | Eerste helft: Ruiter, Dumfries, Baumgartl, Schwaab, Boscagli, Rosario, Thomas, Hendrix, Ihattaren, Bruma, Gakpo Tweede helft: Ruiter (Unnerstall '61), Teze, Daverveld, Viergever, De Haas, Afellay, Gomes, Gutiérrez, Ledezma, Doan, Madueke | De Wolf, Schouterden (Gnaka '65), Amat (Bolingi '65), Koch, Verdon (Lambert '75), Ebrahimi (Amani '46), Cools (Ezatolahi '75), Milicevic (Keita '65), Sowah, Musona (Embaló '65), Ciampichetti (Bautista '65) |  |
| Stadion: Aspire Academy, Doha, Qatar |           |               |                                | Eerste helft: Ruiter, Dumfries, Baumgartl, Schwaab, Boscagli, Rosario, Thomas, Hendrix, Ihattaren, Bruma, Gakpo Tweede helft: Ruiter (Unnerstall '61), Teze, Daverveld, Viergever, De Haas, Afellay, Gomes, Gutiérrez, Ledezma, Doan, Madueke | De Wolf, Schouterden (Gnaka '65), Amat (Bolingi '65), Koch, Verdon (Lambert '75), Ebrahimi (Amani '46), Cools (Ezatolahi '75), Milicevic (Keita '65), Sowah, Musona (Embaló '65), Ciampichetti (Bautista '65) |  |
| Stadion: Aspire Academy, Doha, Qatar |           |               |                                | Eerste helft: Ruiter, Dumfries, Baumgartl, Schwaab, Boscagli, Rosario, Thomas, Hendrix, Ihattaren, Bruma, Gakpo Tweede helft: Ruiter (Unnerstall '61), Teze, Daverveld, Viergever, De Haas, Afellay, Gomes, Gutiérrez, Ledezma, Doan, Madueke | De Wolf, Schouterden (Gnaka '65), Amat (Bolingi '65), Koch, Verdon (Lambert '75), Ebrahimi (Amani '46), Cools (Ezatolahi '75), Milicevic (Keita '65), Sowah, Musona (Embaló '65), Ciampichetti (Bautista '65) |  |
|                                      |           |               |                                | | |  |

## Johan Cruijff Schaal
| 27 juli 2019, 18:00 uur | Ajax                 | 2 – 0 (1 – 0) | PSV | Opstelling Ajax | Opstelling PSV |  |
| Stadion: Johan Cruijff ArenA, Amsterdam Toeschouwers: 51.837 Scheidsrechter: Dennis Higler Video-assistent: Jochem Kamphuis | Dolberg 1' Blind 53' |               |     | Onana, Veltman , Schuurs, Martínez (Schöne '59), Dest , Marin, Van de Beek, Blind (Magallán '83), Tadić , Dolberg, Promes (Ziyech '59) | Zoet, Dumfries, Luckassen , Boscagli, Sadílek, Rosario , Bergwijn (Lozano '59), Hendrix (Gutiérrez '46), Gakpo , Lammers, Bruma (Malen '46) |  |
| Stadion: Johan Cruijff ArenA, Amsterdam Toeschouwers: 51.837 Scheidsrechter: Dennis Higler Video-assistent: Jochem Kamphuis |                      |               |     | Onana, Veltman , Schuurs, Martínez (Schöne '59), Dest , Marin, Van de Beek, Blind (Magallán '83), Tadić , Dolberg, Promes (Ziyech '59) | Zoet, Dumfries, Luckassen , Boscagli, Sadílek, Rosario , Bergwijn (Lozano '59), Hendrix (Gutiérrez '46), Gakpo , Lammers, Bruma (Malen '46) |  |
| Stadion: Johan Cruijff ArenA, Amsterdam Toeschouwers: 51.837 Scheidsrechter: Dennis Higler Video-assistent: Jochem Kamphuis |                      |               |     | Onana, Veltman , Schuurs, Martínez (Schöne '59), Dest , Marin, Van de Beek, Blind (Magallán '83), Tadić , Dolberg, Promes (Ziyech '59) | Zoet, Dumfries, Luckassen , Boscagli, Sadílek, Rosario , Bergwijn (Lozano '59), Hendrix (Gutiérrez '46), Gakpo , Lammers, Bruma (Malen '46) |  |
| |                      |               |     | | |  |

## Eredivisie

### Wedstrijden

#### Augustus
| Speelronde 1: 3 augustus 2019, 20:45 uur                                                                                   | FC Twente   | 1 – 1 (1 – 0) | PSV          | Opstelling FC Twente | Opstelling PSV |  |
| Stadion: De Grolsch Veste, Enschede Toeschouwers: 27.200 Scheidsrechter: Serdar Gözübüyük Video-assistent: Allard Lindhout | Nakamura 8' |               | 65' Dumfries | Drommel, Verhaegh, Bijen , Schenk, Matos, Selahi (Aboerdzjania '66), Roemeratoe (Pleguezuelo '83 ), Espinosa, Cantalapiedra, Vučkić, Nakamura (Zekhnini '71) | Zoet, Dumfries , Sainsbury, Viergever, Sadílek, Rosario , Pereiro (Ihattaren '62), Gutiérrez (Boscagli '85), Bergwijn, Malen, Bruma (Gakpo '61) |  |
| Stadion: De Grolsch Veste, Enschede Toeschouwers: 27.200 Scheidsrechter: Serdar Gözübüyük Video-assistent: Allard Lindhout |             |               |              | Drommel, Verhaegh, Bijen , Schenk, Matos, Selahi (Aboerdzjania '66), Roemeratoe (Pleguezuelo '83 ), Espinosa, Cantalapiedra, Vučkić, Nakamura (Zekhnini '71) | Zoet, Dumfries , Sainsbury, Viergever, Sadílek, Rosario , Pereiro (Ihattaren '62), Gutiérrez (Boscagli '85), Bergwijn, Malen, Bruma (Gakpo '61) |  |
| Stadion: De Grolsch Veste, Enschede Toeschouwers: 27.200 Scheidsrechter: Serdar Gözübüyük Video-assistent: Allard Lindhout |             |               |              | Drommel, Verhaegh, Bijen , Schenk, Matos, Selahi (Aboerdzjania '66), Roemeratoe (Pleguezuelo '83 ), Espinosa, Cantalapiedra, Vučkić, Nakamura (Zekhnini '71) | Zoet, Dumfries , Sainsbury, Viergever, Sadílek, Rosario , Pereiro (Ihattaren '62), Gutiérrez (Boscagli '85), Bergwijn, Malen, Bruma (Gakpo '61) |  |
| |             |               |              | | |  |

| Speelronde 2: 11 augustus 2019, 20:00 uur                                                                               | PSV                             | 3 – 1 (1 – 1) | ADO Den Haag | Opstelling PSV                                                                                                  | Opstelling ADO Den Haag |  |
| Stadion: Philips Stadion, Eindhoven Toeschouwers: 32.000 Scheidsrechter: Danny Makkelie Video-assistent: Pol van Boekel | Bruma 44' Malen 52' Gakpo 90+1' |               | 33' Necid    | Zoet, Dumfries, Baumgartl, Viergever, Sadílek, Gutiérrez, Bergwijn , Rosario , Bruma, Malen, Lozano (Gakpo '50) | Zwinkels, Polley, Beugelsdijk, Kanon, Meijers , Hooi, Bakker (Kramer '81), Pinas, Goppel (Ould-Chikh '62), Necid, Falkenburg (Van Kleef '74) |  |
| Stadion: Philips Stadion, Eindhoven Toeschouwers: 32.000 Scheidsrechter: Danny Makkelie Video-assistent: Pol van Boekel |                                 |               |              | Zoet, Dumfries, Baumgartl, Viergever, Sadílek, Gutiérrez, Bergwijn , Rosario , Bruma, Malen, Lozano (Gakpo '50) | Zwinkels, Polley, Beugelsdijk, Kanon, Meijers , Hooi, Bakker (Kramer '81), Pinas, Goppel (Ould-Chikh '62), Necid, Falkenburg (Van Kleef '74) |  |
| Stadion: Philips Stadion, Eindhoven Toeschouwers: 32.000 Scheidsrechter: Danny Makkelie Video-assistent: Pol van Boekel |                                 |               |              | Zoet, Dumfries, Baumgartl, Viergever, Sadílek, Gutiérrez, Bergwijn , Rosario , Bruma, Malen, Lozano (Gakpo '50) | Zwinkels, Polley, Beugelsdijk, Kanon, Meijers , Hooi, Bakker (Kramer '81), Pinas, Goppel (Ould-Chikh '62), Necid, Falkenburg (Van Kleef '74) |  |
| |                                 |               |              | | |  |

| Speelronde 3: 18 augustus 2019, 20:00 uur                                                                                | Heracles Almelo | 0 – 2 (0 – 1) | PSV                        | Opstelling Heracles Almelo | Opstelling PSV |  |
| Stadion: Erve Asito, Almelo Toeschouwers: 10.063 Scheidsrechter: Jochem Kamphuis Video-assistent: Martin van den Kerkhof |                 |               | 16' Bergwijn 58' Ihattaren | Blaswich, Bakboord, Van den Buijs , Knoester, Czyborra, Merkel, Kiomourtzoglou, Bijleveld (Szöke '68), Van der Water (Dos Santos '86), Dessers, Mauro Júnior (Konings '79) | Zoet, Dumfries , Baumgartl , Viergever , Sadílek (Boscagli '71 ), Rosario , Ihattaren (Hendrix '66), Gutiérrez, Bergwijn , Malen (Aboukhlal '90+2), Gakpo |  |
| Stadion: Erve Asito, Almelo Toeschouwers: 10.063 Scheidsrechter: Jochem Kamphuis Video-assistent: Martin van den Kerkhof |                 |               |                            | Blaswich, Bakboord, Van den Buijs , Knoester, Czyborra, Merkel, Kiomourtzoglou, Bijleveld (Szöke '68), Van der Water (Dos Santos '86), Dessers, Mauro Júnior (Konings '79) | Zoet, Dumfries , Baumgartl , Viergever , Sadílek (Boscagli '71 ), Rosario , Ihattaren (Hendrix '66), Gutiérrez, Bergwijn , Malen (Aboukhlal '90+2), Gakpo |  |
| Stadion: Erve Asito, Almelo Toeschouwers: 10.063 Scheidsrechter: Jochem Kamphuis Video-assistent: Martin van den Kerkhof |                 |               |                            | Blaswich, Bakboord, Van den Buijs , Knoester, Czyborra, Merkel, Kiomourtzoglou, Bijleveld (Szöke '68), Van der Water (Dos Santos '86), Dessers, Mauro Júnior (Konings '79) | Zoet, Dumfries , Baumgartl , Viergever , Sadílek (Boscagli '71 ), Rosario , Ihattaren (Hendrix '66), Gutiérrez, Bergwijn , Malen (Aboukhlal '90+2), Gakpo |  |
| |                 |               |                            | | |  |

#### September
| Speelronde 5: 1 september 2019, 20:00 uur                                                                              | RKC Waalwijk    | 1 – 3 (1 – 0) | PSV                                            | Opstelling RKC Waalwijk | Opstelling PSV |  |
| Stadion: Mandemakers Stadion, Waalwijk Toeschouwers: 7.035 Scheidsrechter: Kevin Blom Video-assistent: Allard Lindhout | Meulensteen 43' |               | 65' (e.d.) Quasten 76' Baumgartl 78' Mitroglou | Vaessen, Gaari, Meulensteen, Drost ( '88), Quasten, Rienstra (Daneels '88), Spierings, Tahiri, Maatsen, Vente (Sow '77), Elbers (Bakari '64 ) | Zoet, Dumfries, Baumgartl, Viergever ( '63), Boscagli, Rosario (Mitroglou '63), Bergwijn, Gutiérrez (Hendrix '56), Ihattaren, Malen, Gakpo (Bruma '77) |  |
| Stadion: Mandemakers Stadion, Waalwijk Toeschouwers: 7.035 Scheidsrechter: Kevin Blom Video-assistent: Allard Lindhout |                 |               |                                                | Vaessen, Gaari, Meulensteen, Drost ( '88), Quasten, Rienstra (Daneels '88), Spierings, Tahiri, Maatsen, Vente (Sow '77), Elbers (Bakari '64 ) | Zoet, Dumfries, Baumgartl, Viergever ( '63), Boscagli, Rosario (Mitroglou '63), Bergwijn, Gutiérrez (Hendrix '56), Ihattaren, Malen, Gakpo (Bruma '77) |  |
| Stadion: Mandemakers Stadion, Waalwijk Toeschouwers: 7.035 Scheidsrechter: Kevin Blom Video-assistent: Allard Lindhout |                 |               |                                                | Vaessen, Gaari, Meulensteen, Drost ( '88), Quasten, Rienstra (Daneels '88), Spierings, Tahiri, Maatsen, Vente (Sow '77), Elbers (Bakari '64 ) | Zoet, Dumfries, Baumgartl, Viergever ( '63), Boscagli, Rosario (Mitroglou '63), Bergwijn, Gutiérrez (Hendrix '56), Ihattaren, Malen, Gakpo (Bruma '77) |  |
| |                 |               |                                                | | |  |

| Speelronde 6: 14 september 2019, 20:45 uur                                                                               | PSV                                         | 5 – 0 (2 – 0) | Vitesse | Opstelling PSV | Opstelling Vitesse                                                                                                 |  |
| Stadion: Philips Stadion, Eindhoven Toeschouwers: 33.300 Scheidsrechter: Pol van Boekel Video-assistent: Jeroen Manschot | Malen 18', 36', 46', 83' (pen.), 89' (pen.) |               |         | Zoet, Dumfries, Baumgartl, Viergever, Boscagli, Rosario , Bergwijn (Gakpo '62), Hendrix, Ihattaren (Mitroglou '71), Malen, Bruma (Doan '79) | Pasveer, Lelieveld, Doekhi, Obispo, Clark, Tannane, Bazoer , Bero, Grot (Dicko '58), Matavž (Buitink '64), Linssen |  |
| Stadion: Philips Stadion, Eindhoven Toeschouwers: 33.300 Scheidsrechter: Pol van Boekel Video-assistent: Jeroen Manschot |                                             |               |         | Zoet, Dumfries, Baumgartl, Viergever, Boscagli, Rosario , Bergwijn (Gakpo '62), Hendrix, Ihattaren (Mitroglou '71), Malen, Bruma (Doan '79) | Pasveer, Lelieveld, Doekhi, Obispo, Clark, Tannane, Bazoer , Bero, Grot (Dicko '58), Matavž (Buitink '64), Linssen |  |
| Stadion: Philips Stadion, Eindhoven Toeschouwers: 33.300 Scheidsrechter: Pol van Boekel Video-assistent: Jeroen Manschot |                                             |               |         | Zoet, Dumfries, Baumgartl, Viergever, Boscagli, Rosario , Bergwijn (Gakpo '62), Hendrix, Ihattaren (Mitroglou '71), Malen, Bruma (Doan '79) | Pasveer, Lelieveld, Doekhi, Obispo, Clark, Tannane, Bazoer , Bero, Grot (Dicko '58), Matavž (Buitink '64), Linssen |  |
| |                                             |               |         | | |  |

| Speelronde 7: 22 september 2019, 16:45 uur                                                                               | PSV       | 1 – 1 (0 – 0) | Ajax       | Opstelling PSV | Opstelling Ajax                                                                                               |  |
| Stadion: Philips Stadion, Eindhoven Toeschouwers: 35.000 Scheidsrechter: Danny Makkelie Video-assistent: Jochem Kamphuis | Malen 77' |               | 63' Promes | Zoet, Dumfries, Baumgartl, Viergever, Sadílek (Boscagli '76), Rosario , Ihattaren, Hendrix (Gakpo '76), Bruma, Malen, Bergwijn | Onana, Dest, Veltman, Blind , Tagliafico, Álvarez , Promes, Martínez, Ziyech, Tadić , Neres (Van de Beek '69) |  |
| Stadion: Philips Stadion, Eindhoven Toeschouwers: 35.000 Scheidsrechter: Danny Makkelie Video-assistent: Jochem Kamphuis |           |               |            | Zoet, Dumfries, Baumgartl, Viergever, Sadílek (Boscagli '76), Rosario , Ihattaren, Hendrix (Gakpo '76), Bruma, Malen, Bergwijn | Onana, Dest, Veltman, Blind , Tagliafico, Álvarez , Promes, Martínez, Ziyech, Tadić , Neres (Van de Beek '69) |  |
| Stadion: Philips Stadion, Eindhoven Toeschouwers: 35.000 Scheidsrechter: Danny Makkelie Video-assistent: Jochem Kamphuis |           |               |            | Zoet, Dumfries, Baumgartl, Viergever, Sadílek (Boscagli '76), Rosario , Ihattaren, Hendrix (Gakpo '76), Bruma, Malen, Bergwijn | Onana, Dest, Veltman, Blind , Tagliafico, Álvarez , Promes, Martínez, Ziyech, Tadić , Neres (Van de Beek '69) |  |
| |           |               |            | | |  |

| Speelronde 4: 25 september 2019, 18:30 uur                                                                               | PSV                                  | 3 – 1 (2 – 0) | FC Groningen  | Opstelling PSV | Opstelling FC Groningen |  |
| Stadion: Philips Stadion, Eindhoven Toeschouwers: 32.800 Scheidsrechter: Bas Nijhuis Video-assistent: Edwin van de Graaf | Rosario 12' Dumfries 38' Bruma 90+2' |               | 70' Lundqvist | Zoet, Dumfries, Schwaab, Viergever, Boscagli (Sadílek '88), Rosario , Bergwijn, Hendrix, Doan, Malen (Ihattaren '59), Gakpo (Bruma '79) | Padt, Zeefuik, Te Wierik , Itakura, Van Hintum (Asoro '87), Matusiwa (Postema '82 ), Lundqvist, El Messaoudi, Hrustić , Benschop, Warmerdam (El Hankouri '71) |  |
| Stadion: Philips Stadion, Eindhoven Toeschouwers: 32.800 Scheidsrechter: Bas Nijhuis Video-assistent: Edwin van de Graaf |                                      |               |               | Zoet, Dumfries, Schwaab, Viergever, Boscagli (Sadílek '88), Rosario , Bergwijn, Hendrix, Doan, Malen (Ihattaren '59), Gakpo (Bruma '79) | Padt, Zeefuik, Te Wierik , Itakura, Van Hintum (Asoro '87), Matusiwa (Postema '82 ), Lundqvist, El Messaoudi, Hrustić , Benschop, Warmerdam (El Hankouri '71) |  |
| Stadion: Philips Stadion, Eindhoven Toeschouwers: 32.800 Scheidsrechter: Bas Nijhuis Video-assistent: Edwin van de Graaf |                                      |               |               | Zoet, Dumfries, Schwaab, Viergever, Boscagli (Sadílek '88), Rosario , Bergwijn, Hendrix, Doan, Malen (Ihattaren '59), Gakpo (Bruma '79) | Padt, Zeefuik, Te Wierik , Itakura, Van Hintum (Asoro '87), Matusiwa (Postema '82 ), Lundqvist, El Messaoudi, Hrustić , Benschop, Warmerdam (El Hankouri '71) |  |
| |                                      |               |               | | |  |

| Speelronde 8: 29 september 2019, 14:30 uur                                                                            | PEC Zwolle | 0 – 4 (0 – 1) | PSV                                            | Opstelling PEC Zwolle | Opstelling PSV |  |
| Stadion: MAC³PARK stadion, Zwolle Toeschouwers: 13.482 Scheidsrechter: Dennis Higler Video-assistent: Allard Lindhout |            |               | 39' Rosario 68' Malen 72' Doan 90+4' Gutiérrez | Mous, Hamer , Lachman, Kersten, Van Wermeskerken, Saymak (Huiberts '90), Thy (Bruns '73), Clement ( '73), Bel Hassani (Van Crooij '73), Ghoochannejhad, Johnsen | Zoet , Dumfries, Baumgartl, Viergever , Sadílek, Rosario , Ihattaren (Gutiérrez '79), Hendrix, Bruma (Doan '51), Malen, Bergwijn (Gakpo '74 ) |  |
| Stadion: MAC³PARK stadion, Zwolle Toeschouwers: 13.482 Scheidsrechter: Dennis Higler Video-assistent: Allard Lindhout |            |               |                                                | Mous, Hamer , Lachman, Kersten, Van Wermeskerken, Saymak (Huiberts '90), Thy (Bruns '73), Clement ( '73), Bel Hassani (Van Crooij '73), Ghoochannejhad, Johnsen | Zoet , Dumfries, Baumgartl, Viergever , Sadílek, Rosario , Ihattaren (Gutiérrez '79), Hendrix, Bruma (Doan '51), Malen, Bergwijn (Gakpo '74 ) |  |
| Stadion: MAC³PARK stadion, Zwolle Toeschouwers: 13.482 Scheidsrechter: Dennis Higler Video-assistent: Allard Lindhout |            |               |                                                | Mous, Hamer , Lachman, Kersten, Van Wermeskerken, Saymak (Huiberts '90), Thy (Bruns '73), Clement ( '73), Bel Hassani (Van Crooij '73), Ghoochannejhad, Johnsen | Zoet , Dumfries, Baumgartl, Viergever , Sadílek, Rosario , Ihattaren (Gutiérrez '79), Hendrix, Bruma (Doan '51), Malen, Bergwijn (Gakpo '74 ) |  |
| |            |               |                                                | | |  |

#### Oktober
| Speelronde 9: 6 oktober 2019, 16:45 uur                                                                                       | PSV                                      | 4 – 1 (0 – 0) | VVV-Venlo    | Opstelling PSV | Opstelling VVV-Venlo |  |
| Stadion: Philips Stadion, Eindhoven Toeschouwers: 33.000 Scheidsrechter: Allard Lindhout Video-assistent: Sander van der Eijk | Bergwijn 61' Dumfries 65' Malen 70', 86' |               | 73' Pachonik | Ruiter, Dumfries, Schwaab, Viergever, Sadílek, Rosario , Bergwijn, Gutiérrez (Thomas '85), Doan (Mitroglou '80), Malen, Bruma (Gakpo '56) | Kirschbaum , Pachonik, Röseler, Schäfer, R. Janssen, Linthorst, Post , Cattermole (Neudecker '87), Yeboah (Sinclair '67), Wright (Soriano '87), Van Ooijen |  |
| Stadion: Philips Stadion, Eindhoven Toeschouwers: 33.000 Scheidsrechter: Allard Lindhout Video-assistent: Sander van der Eijk |                                          |               |              | Ruiter, Dumfries, Schwaab, Viergever, Sadílek, Rosario , Bergwijn, Gutiérrez (Thomas '85), Doan (Mitroglou '80), Malen, Bruma (Gakpo '56) | Kirschbaum , Pachonik, Röseler, Schäfer, R. Janssen, Linthorst, Post , Cattermole (Neudecker '87), Yeboah (Sinclair '67), Wright (Soriano '87), Van Ooijen |  |
| Stadion: Philips Stadion, Eindhoven Toeschouwers: 33.000 Scheidsrechter: Allard Lindhout Video-assistent: Sander van der Eijk |                                          |               |              | Ruiter, Dumfries, Schwaab, Viergever, Sadílek, Rosario , Bergwijn, Gutiérrez (Thomas '85), Doan (Mitroglou '80), Malen, Bruma (Gakpo '56) | Kirschbaum , Pachonik, Röseler, Schäfer, R. Janssen, Linthorst, Post , Cattermole (Neudecker '87), Yeboah (Sinclair '67), Wright (Soriano '87), Van Ooijen |  |
| |                                          |               |              | | |  |

| Speelronde 10: 19 oktober 2019, 20:45 uur                                                                                  | FC Utrecht                                | 3 – 0 (0 – 0) | PSV | Opstelling FC Utrecht | Opstelling PSV |  |
| Stadion: Stadion Galgenwaard, Utrecht Toeschouwers: 22.632 Scheidsrechter: Danny Makkelie Video-assistent: Jochem Kamphuis | Van de Streek 49' Maher 82' Klaiber 90+3' |               |     | Paes, Klaiber, Janssen , Hoogma, Van der Maarel, Van Overeem (Troupée '80), Maher, Gustafson, Ramselaar (Emanuelson '76), Van de Streek, Kerk | Zoet ( '86), Dumfries , Baumgartl, Viergever '68, Sadílek, Rosario (Gutiérrez '86), Ihattaren (Mitroglou '78), Hendrix '75, Doan (Gakpo '72), Malen, Bergwijn |  |
| Stadion: Stadion Galgenwaard, Utrecht Toeschouwers: 22.632 Scheidsrechter: Danny Makkelie Video-assistent: Jochem Kamphuis |                                           |               |     | Paes, Klaiber, Janssen , Hoogma, Van der Maarel, Van Overeem (Troupée '80), Maher, Gustafson, Ramselaar (Emanuelson '76), Van de Streek, Kerk | Zoet ( '86), Dumfries , Baumgartl, Viergever '68, Sadílek, Rosario (Gutiérrez '86), Ihattaren (Mitroglou '78), Hendrix '75, Doan (Gakpo '72), Malen, Bergwijn |  |
| Stadion: Stadion Galgenwaard, Utrecht Toeschouwers: 22.632 Scheidsrechter: Danny Makkelie Video-assistent: Jochem Kamphuis |                                           |               |     | Paes, Klaiber, Janssen , Hoogma, Van der Maarel, Van Overeem (Troupée '80), Maher, Gustafson, Ramselaar (Emanuelson '76), Van de Streek, Kerk | Zoet ( '86), Dumfries , Baumgartl, Viergever '68, Sadílek, Rosario (Gutiérrez '86), Ihattaren (Mitroglou '78), Hendrix '75, Doan (Gakpo '72), Malen, Bergwijn |  |
| |                                           |               |     | | |  |

| Speelronde 11: 27 oktober 2019, 14:30 uur                                                                                   | PSV | 0 – 4 (0 – 2) | AZ                                       | Opstelling PSV | Opstelling AZ |  |
| Stadion: Philips Stadion, Eindhoven Toeschouwers: 34.000 Scheidsrechter: Pol van Boekel Video-assistent: Edwin van de Graaf |     |               | 45', 45+1' Boadu 71' Svensson 76' De Wit | Zoet, Dumfries, Schwaab, Baumgartl, Sadílek, Gutiérrez, Thomas , Rosario , Doan (Teze '46), Gakpo (Boscagli '77), Bruma (Mitroglou '46) | Bizot, Svensson, Hatzidiakos, Wuytens, Wijndal (Ouwejan '74), Midtsjø, Stengs, Koopmeiners , Sugawara (De Wit '67), Boadu, Idrissi (Aboukhlal '80) |  |
| Stadion: Philips Stadion, Eindhoven Toeschouwers: 34.000 Scheidsrechter: Pol van Boekel Video-assistent: Edwin van de Graaf |     |               |                                          | Zoet, Dumfries, Schwaab, Baumgartl, Sadílek, Gutiérrez, Thomas , Rosario , Doan (Teze '46), Gakpo (Boscagli '77), Bruma (Mitroglou '46) | Bizot, Svensson, Hatzidiakos, Wuytens, Wijndal (Ouwejan '74), Midtsjø, Stengs, Koopmeiners , Sugawara (De Wit '67), Boadu, Idrissi (Aboukhlal '80) |  |
| Stadion: Philips Stadion, Eindhoven Toeschouwers: 34.000 Scheidsrechter: Pol van Boekel Video-assistent: Edwin van de Graaf |     |               |                                          | Zoet, Dumfries, Schwaab, Baumgartl, Sadílek, Gutiérrez, Thomas , Rosario , Doan (Teze '46), Gakpo (Boscagli '77), Bruma (Mitroglou '46) | Bizot, Svensson, Hatzidiakos, Wuytens, Wijndal (Ouwejan '74), Midtsjø, Stengs, Koopmeiners , Sugawara (De Wit '67), Boadu, Idrissi (Aboukhlal '80) |  |
| |     |               |                                          | | |  |

#### November
| Speelronde 12: 2 november 2019, 19:45 uur                                                                       | Sparta Rotterdam   | 2 – 2 (1 – 0) | PSV                     | Opstelling Sparta Rotterdam                                                                                            | Opstelling PSV |  |
| Stadion: Het Kasteel, Rotterdam Toeschouwers: 10.387 Scheidsrechter: Bas Nijhuis Video-assistent: Rob Dieperink | Ache 28' Rayhi 58' |               | 56' Sadílek 90+1' Gakpo | Harush, Abels, Mattheij, Vriends, Faye, Harroui, Smeets (Rigo '90+1), Auassar , Rayhi, Ache, Dervişoğlu (Veldwijk '79) | Zoet, Dumfries, Baumgartl, Schwaab, Sadílek (Mitroglou '56), Rosario , Ihattaren, Gutiérrez (Boscagli '46), Doan, Bruma, Gakpo |  |
| Stadion: Het Kasteel, Rotterdam Toeschouwers: 10.387 Scheidsrechter: Bas Nijhuis Video-assistent: Rob Dieperink |                    |               |                         | Harush, Abels, Mattheij, Vriends, Faye, Harroui, Smeets (Rigo '90+1), Auassar , Rayhi, Ache, Dervişoğlu (Veldwijk '79) | Zoet, Dumfries, Baumgartl, Schwaab, Sadílek (Mitroglou '56), Rosario , Ihattaren, Gutiérrez (Boscagli '46), Doan, Bruma, Gakpo |  |
| Stadion: Het Kasteel, Rotterdam Toeschouwers: 10.387 Scheidsrechter: Bas Nijhuis Video-assistent: Rob Dieperink |                    |               |                         | Harush, Abels, Mattheij, Vriends, Faye, Harroui, Smeets (Rigo '90+1), Auassar , Rayhi, Ache, Dervişoğlu (Veldwijk '79) | Zoet, Dumfries, Baumgartl, Schwaab, Sadílek (Mitroglou '56), Rosario , Ihattaren, Gutiérrez (Boscagli '46), Doan, Bruma, Gakpo |  |
| |                    |               |                         | | |  |

| Speelronde 13: 10 november 2019, 14:30 uur                                                                                | Willem II       | 2 – 1 (1 – 0) | PSV         | Opstelling Willem II | Opstelling PSV |  |
| Stadion: Koning Willem II Stadion, Tilburg Toeschouwers: 14.400 Scheidsrechter: Björn Kuipers Video-assistent: Edgar Bijl | Nunnely 7', 64' |               | 85' Pereiro | Wellenreuther, Heerkens , Holmén, Peters , Nelom, Nieuwkoop (Quiñónez '87), Ndayishimiye, Llonch, Nunnely, Pavlidis (Gladon '80), Köhlert | Unnerstall, Dumfries , Schwaab (Baumgartl '78), Viergever , Sadílek, Rosario , Ihattaren, Gutiérrez (Mitroglou '67), Doan , Gakpo, Bruma (Pereiro '68 ) |  |
| Stadion: Koning Willem II Stadion, Tilburg Toeschouwers: 14.400 Scheidsrechter: Björn Kuipers Video-assistent: Edgar Bijl |                 |               |             | Wellenreuther, Heerkens , Holmén, Peters , Nelom, Nieuwkoop (Quiñónez '87), Ndayishimiye, Llonch, Nunnely, Pavlidis (Gladon '80), Köhlert | Unnerstall, Dumfries , Schwaab (Baumgartl '78), Viergever , Sadílek, Rosario , Ihattaren, Gutiérrez (Mitroglou '67), Doan , Gakpo, Bruma (Pereiro '68 ) |  |
| Stadion: Koning Willem II Stadion, Tilburg Toeschouwers: 14.400 Scheidsrechter: Björn Kuipers Video-assistent: Edgar Bijl |                 |               |             | Wellenreuther, Heerkens , Holmén, Peters , Nelom, Nieuwkoop (Quiñónez '87), Ndayishimiye, Llonch, Nunnely, Pavlidis (Gladon '80), Köhlert | Unnerstall, Dumfries , Schwaab (Baumgartl '78), Viergever , Sadílek, Rosario , Ihattaren, Gutiérrez (Mitroglou '67), Doan , Gakpo, Bruma (Pereiro '68 ) |  |
| |                 |               |             | | |  |

| Speelronde 14: 24 november 2019, 14:30 uur                                                                            | PSV               | 2 – 1 (2 – 0) | sc Heerenveen | Opstelling PSV | Opstelling sc Heerenveen |  |
| Stadion: Philips Stadion, Eindhoven Toeschouwers: 33.800 Scheidsrechter: Bas Nijhuis Video-assistent: Jochem Kamphuis | Bergwijn 17', 36' |               | 55' Odgaard   | Unnerstall , Dumfries , Baumgartl, Viergever, Sadílek (Schwaab '86), Rosario, Ihattaren, Thomas (Hendrix '74), Doan, Malen, Bergwijn (Gakpo '64) | Hahn, Van Rhijn, Drešević , Botman, Floranus, Kongolo (Veerman '74), Faik (Dreyer '88), Bruijn (Halilović '46), Van Bergen, Odgaard, Ejuke |  |
| Stadion: Philips Stadion, Eindhoven Toeschouwers: 33.800 Scheidsrechter: Bas Nijhuis Video-assistent: Jochem Kamphuis |                   |               |               | Unnerstall , Dumfries , Baumgartl, Viergever, Sadílek (Schwaab '86), Rosario, Ihattaren, Thomas (Hendrix '74), Doan, Malen, Bergwijn (Gakpo '64) | Hahn, Van Rhijn, Drešević , Botman, Floranus, Kongolo (Veerman '74), Faik (Dreyer '88), Bruijn (Halilović '46), Van Bergen, Odgaard, Ejuke |  |
| Stadion: Philips Stadion, Eindhoven Toeschouwers: 33.800 Scheidsrechter: Bas Nijhuis Video-assistent: Jochem Kamphuis |                   |               |               | Unnerstall , Dumfries , Baumgartl, Viergever, Sadílek (Schwaab '86), Rosario, Ihattaren, Thomas (Hendrix '74), Doan, Malen, Bergwijn (Gakpo '64) | Hahn, Van Rhijn, Drešević , Botman, Floranus, Kongolo (Veerman '74), Faik (Dreyer '88), Bruijn (Halilović '46), Van Bergen, Odgaard, Ejuke |  |
| |                   |               |               | | |  |

#### December
| Speelronde 15: 1 december 2019, 20:00 uur                                                                          | FC Emmen  | 1 – 1 (0 – 1) | PSV         | Opstelling FC Emmen                                                                                           | Opstelling PSV |  |
| Stadion: De Oude Meerdijk, Emmen Toeschouwers: 8.309 Scheidsrechter: Dennis Higler Video-assistent: Danny Makkelie | Kolar 52' |               | 15' Schwaab | Telgenkamp, Bijl '90+3, Heylen, Araujo, Burnet, Laursen, Hiariej, Chacón , Peña, De Leeuw , Kolar (Arias '81) | Unnerstall, Dumfries , Schwaab, Viergever, Sadílek , Rosario (Mitroglou '82), Ihattaren, Thomas , Doan (Gakpo '67), Malen , Bergwijn |  |
| Stadion: De Oude Meerdijk, Emmen Toeschouwers: 8.309 Scheidsrechter: Dennis Higler Video-assistent: Danny Makkelie |           |               |             | Telgenkamp, Bijl '90+3, Heylen, Araujo, Burnet, Laursen, Hiariej, Chacón , Peña, De Leeuw , Kolar (Arias '81) | Unnerstall, Dumfries , Schwaab, Viergever, Sadílek , Rosario (Mitroglou '82), Ihattaren, Thomas , Doan (Gakpo '67), Malen , Bergwijn |  |
| Stadion: De Oude Meerdijk, Emmen Toeschouwers: 8.309 Scheidsrechter: Dennis Higler Video-assistent: Danny Makkelie |           |               |             | Telgenkamp, Bijl '90+3, Heylen, Araujo, Burnet, Laursen, Hiariej, Chacón , Peña, De Leeuw , Kolar (Arias '81) | Unnerstall, Dumfries , Schwaab, Viergever, Sadílek , Rosario (Mitroglou '82), Ihattaren, Thomas , Doan (Gakpo '67), Malen , Bergwijn |  |
| |           |               |             | | |  |

| Speelronde 16: 7 december 2019, 19:45 uur                                                                            | PSV                                                                  | 5 – 0 (3 – 0) | Fortuna Sittard | Opstelling PSV | Opstelling Fortuna Sittard |  |
| Stadion: Philips Stadion, Eindhoven Toeschouwers: 33.300 Scheidsrechter: Allard Lindhout Video-assistent: Edgar Bijl | Doan 8' Malen 26' Bergwijn 42' (pen.) Ihattaren 52' (pen.) Gakpo 84' |               |                 | Unnerstall, Dumfries (Afellay '81 ( '81)), Schwaab, Viergever, Sadílek, Rosario (Gutiérrez '46), Ihattaren, Thomas, Doan, Malen, Bergwijn (Gakpo '56) | Koșelev, Essers (Carbonell '46), Niňaj , Amiot (Dammers '74), Angha , Passlack (Sambou '46), Smeets , Tekie, Cox , Damașcan, Diemers |  |
| Stadion: Philips Stadion, Eindhoven Toeschouwers: 33.300 Scheidsrechter: Allard Lindhout Video-assistent: Edgar Bijl |                                                                      |               |                 | Unnerstall, Dumfries (Afellay '81 ( '81)), Schwaab, Viergever, Sadílek, Rosario (Gutiérrez '46), Ihattaren, Thomas, Doan, Malen, Bergwijn (Gakpo '56) | Koșelev, Essers (Carbonell '46), Niňaj , Amiot (Dammers '74), Angha , Passlack (Sambou '46), Smeets , Tekie, Cox , Damașcan, Diemers |  |
| Stadion: Philips Stadion, Eindhoven Toeschouwers: 33.300 Scheidsrechter: Allard Lindhout Video-assistent: Edgar Bijl |                                                                      |               |                 | Unnerstall, Dumfries (Afellay '81 ( '81)), Schwaab, Viergever, Sadílek, Rosario (Gutiérrez '46), Ihattaren, Thomas, Doan, Malen, Bergwijn (Gakpo '56) | Koșelev, Essers (Carbonell '46), Niňaj , Amiot (Dammers '74), Angha , Passlack (Sambou '46), Smeets , Tekie, Cox , Damașcan, Diemers |  |
| |                                                                      |               |                 | | |  |

| Speelronde 17: 15 december 2019, 14:30 uur                                                                             | Feyenoord                            | 3 – 1 (2 – 0) | PSV         | Opstelling Feyenoord | Opstelling PSV |  |
| Stadion: Stadion Feijenoord, Rotterdam Toeschouwers: 47.625 Scheidsrechter: Bas Nijhuis Video-assistent: Dennis Higler | Berghuis 19', 34' (pen.), 64' (pen.) |               | 84' Pereiro | Vermeer, Geertruida , Botteghin, Senesi, Malacia , Toornstra, Fer, Kökçü (Tapia '82), Berghuis , Jørgensen, Sinisterra (Larsson '84) | Unnerstall, Dumfries , Schwaab , Viergever , Boscagli, Rosario, Ihattaren, Gutiérrez, Doan (Pereiro '79), Malen (Gakpo '52), Bergwijn |  |
| Stadion: Stadion Feijenoord, Rotterdam Toeschouwers: 47.625 Scheidsrechter: Bas Nijhuis Video-assistent: Dennis Higler |                                      |               |             | Vermeer, Geertruida , Botteghin, Senesi, Malacia , Toornstra, Fer, Kökçü (Tapia '82), Berghuis , Jørgensen, Sinisterra (Larsson '84) | Unnerstall, Dumfries , Schwaab , Viergever , Boscagli, Rosario, Ihattaren, Gutiérrez, Doan (Pereiro '79), Malen (Gakpo '52), Bergwijn |  |
| Stadion: Stadion Feijenoord, Rotterdam Toeschouwers: 47.625 Scheidsrechter: Bas Nijhuis Video-assistent: Dennis Higler |                                      |               |             | Vermeer, Geertruida , Botteghin, Senesi, Malacia , Toornstra, Fer, Kökçü (Tapia '82), Berghuis , Jørgensen, Sinisterra (Larsson '84) | Unnerstall, Dumfries , Schwaab , Viergever , Boscagli, Rosario, Ihattaren, Gutiérrez, Doan (Pereiro '79), Malen (Gakpo '52), Bergwijn |  |
| |                                      |               |             | | |  |

| Speelronde 18: 21 december 2019, 19:45 uur                                                                                   | PSV                                           | 4 – 1 (2 – 1) | PEC Zwolle | Opstelling PSV | Opstelling PEC Zwolle |  |
| Stadion: Philips Stadion, Eindhoven Toeschouwers: 33.000 Scheidsrechter: Jeroen Manschot Video-assistent: Edwin van de Graaf | Hendrix 18' Ihattaren 26' Bruma 51' Gakpo 72' |               | 12' Saymak | Unnerstall, Teze, Baumgartl, Schwaab, Viergever , Rosario, Ihattaren (Pereiro '83), Hendrix (Bruma '46), Doan (Afellay '67 ( '67)), Bergwijn, Gakpo | Zetterer, Van Wermeskerken, Lachman, Lam, Paal , Dekker (Johnsen '46), Huiberts (Van Duinen '71), Clement , Saymak (Kersten '71), Thy , Van Crooij |  |
| Stadion: Philips Stadion, Eindhoven Toeschouwers: 33.000 Scheidsrechter: Jeroen Manschot Video-assistent: Edwin van de Graaf |                                               |               |            | Unnerstall, Teze, Baumgartl, Schwaab, Viergever , Rosario, Ihattaren (Pereiro '83), Hendrix (Bruma '46), Doan (Afellay '67 ( '67)), Bergwijn, Gakpo | Zetterer, Van Wermeskerken, Lachman, Lam, Paal , Dekker (Johnsen '46), Huiberts (Van Duinen '71), Clement , Saymak (Kersten '71), Thy , Van Crooij |  |
| Stadion: Philips Stadion, Eindhoven Toeschouwers: 33.000 Scheidsrechter: Jeroen Manschot Video-assistent: Edwin van de Graaf |                                               |               |            | Unnerstall, Teze, Baumgartl, Schwaab, Viergever , Rosario, Ihattaren (Pereiro '83), Hendrix (Bruma '46), Doan (Afellay '67 ( '67)), Bergwijn, Gakpo | Zetterer, Van Wermeskerken, Lachman, Lam, Paal , Dekker (Johnsen '46), Huiberts (Van Duinen '71), Clement , Saymak (Kersten '71), Thy , Van Crooij |  |
| |                                               |               |            | | |  |

#### Januari
| Speelronde 19: 19 januari 2020, 12:15 uur                                                                                    | VVV-Venlo        | 1 – 1 (0 – 0) | PSV            | Opstelling VVV-Venlo | Opstelling PSV |  |
| Stadion: Covebo Stadion - De Koel -, Venlo Toeschouwers: 7.059 Scheidsrechter: Danny Makkelie Video-assistent: Dennis Higler | Opoku 68' (pen.) |               | 90+2' Dumfries | Kirschbaum, Pachonik, Röseler , Kum, R. Janssen, Linthorst (S. Janssen '21), Cattermole, Van Ooijen, Opoku, Darfalou, Sinclair (Wright '85) | Unnerstall, Dumfries , Schwaab, Baumgartl, Boscagli, Rosario, Ihattaren, Thomas, Bruma (Madueke '73), Bergwijn, Gakpo (Hendrix '62) |  |
| Stadion: Covebo Stadion - De Koel -, Venlo Toeschouwers: 7.059 Scheidsrechter: Danny Makkelie Video-assistent: Dennis Higler |                  |               |                | Kirschbaum, Pachonik, Röseler , Kum, R. Janssen, Linthorst (S. Janssen '21), Cattermole, Van Ooijen, Opoku, Darfalou, Sinclair (Wright '85) | Unnerstall, Dumfries , Schwaab, Baumgartl, Boscagli, Rosario, Ihattaren, Thomas, Bruma (Madueke '73), Bergwijn, Gakpo (Hendrix '62) |  |
| Stadion: Covebo Stadion - De Koel -, Venlo Toeschouwers: 7.059 Scheidsrechter: Danny Makkelie Video-assistent: Dennis Higler |                  |               |                | Kirschbaum, Pachonik, Röseler , Kum, R. Janssen, Linthorst (S. Janssen '21), Cattermole, Van Ooijen, Opoku, Darfalou, Sinclair (Wright '85) | Unnerstall, Dumfries , Schwaab, Baumgartl, Boscagli, Rosario, Ihattaren, Thomas, Bruma (Madueke '73), Bergwijn, Gakpo (Hendrix '62) |  |
| |                  |               |                | | |  |

| Speelronde 20: 26 januari 2020, 16:45 uur                                                                             | PSV          | 1 – 1 (0 – 0) | FC Twente  | Opstelling PSV | Opstelling FC Twente |  |
| Stadion: Philips Stadion, Eindhoven Toeschouwers: 33.600 Scheidsrechter: Siemen Mulder Video-assistent: Rob Dieperink | Dumfries 61' |               | 87' Vučkić | Unnerstall, Dumfries ( '75), Schwaab, Hendrix , Viergever, Afellay '75, Ihattaren, Rosario, Bruma (Doan '79), Lammers (Mitroglou '55), Gakpo (Gutiérrez '82) | Drommel, Troupée, Bijen, Pleguezuelo, Schenk , Selahi (Berggreen '78), Busquets, Bosch, Cantalapiedra, Espinosa (Vučkić '66), Lang (Zekhnini '71) |  |
| Stadion: Philips Stadion, Eindhoven Toeschouwers: 33.600 Scheidsrechter: Siemen Mulder Video-assistent: Rob Dieperink |              |               |            | Unnerstall, Dumfries ( '75), Schwaab, Hendrix , Viergever, Afellay '75, Ihattaren, Rosario, Bruma (Doan '79), Lammers (Mitroglou '55), Gakpo (Gutiérrez '82) | Drommel, Troupée, Bijen, Pleguezuelo, Schenk , Selahi (Berggreen '78), Busquets, Bosch, Cantalapiedra, Espinosa (Vučkić '66), Lang (Zekhnini '71) |  |
| Stadion: Philips Stadion, Eindhoven Toeschouwers: 33.600 Scheidsrechter: Siemen Mulder Video-assistent: Rob Dieperink |              |               |            | Unnerstall, Dumfries ( '75), Schwaab, Hendrix , Viergever, Afellay '75, Ihattaren, Rosario, Bruma (Doan '79), Lammers (Mitroglou '55), Gakpo (Gutiérrez '82) | Drommel, Troupée, Bijen, Pleguezuelo, Schenk , Selahi (Berggreen '78), Busquets, Bosch, Cantalapiedra, Espinosa (Vučkić '66), Lang (Zekhnini '71) |  |
| |              |               |            | | |  |

#### Februari
| Speelronde 21: 2 februari 2020, 16:45 uur                                                                               | Ajax       | 1 – 0 (1 – 0) | PSV | Opstelling Ajax | Opstelling PSV |  |
| Stadion: Johan Cruijff ArenA, Amsterdam Toeschouwers: 53.055 Scheidsrechter: Björn Kuipers Video-assistent: Bas Nijhuis | Promes 35' |               |     | Onana, Dest, Veltman (Schuurs '31), Martínez, Tagliafico, Gravenberch, Van de Beek, Eiting, Tadić , Babel (Mazraoui '64), Promes (Traoré '45+5) | Unnerstall, Dumfries , Schwaab , Viergever, Boscagli (Rodríguez '70), Rosario, Ihattaren, Hendrix, Bruma (Madueke '81), Lammers (Mitroglou '61), Gakpo |  |
| Stadion: Johan Cruijff ArenA, Amsterdam Toeschouwers: 53.055 Scheidsrechter: Björn Kuipers Video-assistent: Bas Nijhuis |            |               |     | Onana, Dest, Veltman (Schuurs '31), Martínez, Tagliafico, Gravenberch, Van de Beek, Eiting, Tadić , Babel (Mazraoui '64), Promes (Traoré '45+5) | Unnerstall, Dumfries , Schwaab , Viergever, Boscagli (Rodríguez '70), Rosario, Ihattaren, Hendrix, Bruma (Madueke '81), Lammers (Mitroglou '61), Gakpo |  |
| Stadion: Johan Cruijff ArenA, Amsterdam Toeschouwers: 53.055 Scheidsrechter: Björn Kuipers Video-assistent: Bas Nijhuis |            |               |     | Onana, Dest, Veltman (Schuurs '31), Martínez, Tagliafico, Gravenberch, Van de Beek, Eiting, Tadić , Babel (Mazraoui '64), Promes (Traoré '45+5) | Unnerstall, Dumfries , Schwaab , Viergever, Boscagli (Rodríguez '70), Rosario, Ihattaren, Hendrix, Bruma (Madueke '81), Lammers (Mitroglou '61), Gakpo |  |
| |            |               |     | | |  |

| Speelronde 22: 8 februari 2020, 19:45 uur                                                                               | PSV                                               | 3 – 0 (1 – 0) | Willem II | Opstelling PSV | Opstelling Willem II |  |
| Stadion: Philips Stadion, Eindhoven Toeschouwers: 34.700 Scheidsrechter: Allard Lindhout Video-assistent: Rob Dieperink | Dumfries 32' Thomas 70' Ndayishimiye 90+4' (e.d.) |               |           | Unnerstall, Dumfries , Schwaab, Viergever, Rodríguez, Rosario, Thomas (Madueke '78), Hendrix, Ihattaren (Doan '90), Lammers, Gakpo | Wellenreuther, Nieuwkoop, Holmén, Peters , Heerkens, Saddiki (Dankerlui '72), Ndayishimiye, Llonch (Gladon '82), Nunnely, Pavlidis, Köhlert (Vrousai '78) |  |
| Stadion: Philips Stadion, Eindhoven Toeschouwers: 34.700 Scheidsrechter: Allard Lindhout Video-assistent: Rob Dieperink |                                                   |               |           | Unnerstall, Dumfries , Schwaab, Viergever, Rodríguez, Rosario, Thomas (Madueke '78), Hendrix, Ihattaren (Doan '90), Lammers, Gakpo | Wellenreuther, Nieuwkoop, Holmén, Peters , Heerkens, Saddiki (Dankerlui '72), Ndayishimiye, Llonch (Gladon '82), Nunnely, Pavlidis, Köhlert (Vrousai '78) |  |
| Stadion: Philips Stadion, Eindhoven Toeschouwers: 34.700 Scheidsrechter: Allard Lindhout Video-assistent: Rob Dieperink |                                                   |               |           | Unnerstall, Dumfries , Schwaab, Viergever, Rodríguez, Rosario, Thomas (Madueke '78), Hendrix, Ihattaren (Doan '90), Lammers, Gakpo | Wellenreuther, Nieuwkoop, Holmén, Peters , Heerkens, Saddiki (Dankerlui '72), Ndayishimiye, Llonch (Gladon '82), Nunnely, Pavlidis, Köhlert (Vrousai '78) |  |
| |                                                   |               |           | | |  |

| Speelronde 24: 23 februari 2020, 14:30 uur                                                                    | Vitesse    | 1 – 2 (0 – 0) | PSV                          | Opstelling Vitesse | Opstelling PSV |  |
| Stadion: GelreDome, Arnhem Toeschouwers: 15.509 Scheidsrechter: Danny Makkelie Video-assistent: Dennis Higler | Matavž 50' |               | 59' (pen.) Lammers 63' Gakpo | Pasveer ( '33), Dasa, Doekhi, Obispo (Grot '87), Brenet (Clark '75), Bero, Tannane, Tronstad, Dicko, Matavž, Linssen (Buitink '33) | Unnerstall, Dumfries , Schwaab, Viergever, Rodríguez, Rosario, Thomas, Hendrix (Gutiérrez '34), Ihattaren (Doan '87), Lammers, Gakpo (Bruma '70) |  |
| Stadion: GelreDome, Arnhem Toeschouwers: 15.509 Scheidsrechter: Danny Makkelie Video-assistent: Dennis Higler |            |               |                              | Pasveer ( '33), Dasa, Doekhi, Obispo (Grot '87), Brenet (Clark '75), Bero, Tannane, Tronstad, Dicko, Matavž, Linssen (Buitink '33) | Unnerstall, Dumfries , Schwaab, Viergever, Rodríguez, Rosario, Thomas, Hendrix (Gutiérrez '34), Ihattaren (Doan '87), Lammers, Gakpo (Bruma '70) |  |
| Stadion: GelreDome, Arnhem Toeschouwers: 15.509 Scheidsrechter: Danny Makkelie Video-assistent: Dennis Higler |            |               |                              | Pasveer ( '33), Dasa, Doekhi, Obispo (Grot '87), Brenet (Clark '75), Bero, Tannane, Tronstad, Dicko, Matavž, Linssen (Buitink '33) | Unnerstall, Dumfries , Schwaab, Viergever, Rodríguez, Rosario, Thomas, Hendrix (Gutiérrez '34), Ihattaren (Doan '87), Lammers, Gakpo (Bruma '70) |  |
| |            |               |                              | | |  |

#### Maart
| Speelronde 25: 1 maart 2020, 14:30 uur                                                                                | PSV       | 1 – 1 (0 – 1) | Feyenoord     | Opstelling PSV | Opstelling Feyenoord                                                                                           |  |
| Stadion: Philips Stadion, Eindhoven Toeschouwers: 35.000 Scheidsrechter: Dennis Higler Video-assistent: Rob Dieperink | Gakpo 47' |               | 33' Botteghin | Unnerstall, Dumfries , Schwaab, Viergever, Rodríguez, Rosario, Thomas, Hendrix, Ihattaren (Doan '90+1), Lammers (Mitroglou '86), Gakpo (Bruma '82) | Bijlow, Karsdorp, Botteghin, Senesi, Malacia , Toornstra, Fer, Kökçü , Berghuis , Boženík (Narsingh '73), Haps |  |
| Stadion: Philips Stadion, Eindhoven Toeschouwers: 35.000 Scheidsrechter: Dennis Higler Video-assistent: Rob Dieperink |           |               |               | Unnerstall, Dumfries , Schwaab, Viergever, Rodríguez, Rosario, Thomas, Hendrix, Ihattaren (Doan '90+1), Lammers (Mitroglou '86), Gakpo (Bruma '82) | Bijlow, Karsdorp, Botteghin, Senesi, Malacia , Toornstra, Fer, Kökçü , Berghuis , Boženík (Narsingh '73), Haps |  |
| Stadion: Philips Stadion, Eindhoven Toeschouwers: 35.000 Scheidsrechter: Dennis Higler Video-assistent: Rob Dieperink |           |               |               | Unnerstall, Dumfries , Schwaab, Viergever, Rodríguez, Rosario, Thomas, Hendrix, Ihattaren (Doan '90+1), Lammers (Mitroglou '86), Gakpo (Bruma '82) | Bijlow, Karsdorp, Botteghin, Senesi, Malacia , Toornstra, Fer, Kökçü , Berghuis , Boženík (Narsingh '73), Haps |  |
| |           |               |               | | |  |

| Speelronde 26: 8 maart 2020, 16:45 uur                                                                                                   | FC Groningen | 0 – 1 (0 – 1) | PSV          | Opstelling FC Groningen | Opstelling PSV |  |
| Stadion: Hitachi Capital Mobility Stadion, Groningen Toeschouwers: 19.116 Scheidsrechter: Serdar Gözübüyük Video-assistent: Martin Pérez |              |               | 16' Dumfries | Padt, Te Wierik , Itakura, El Messaoudi, Zeefuik, Lundqvist, D. van Kaam, Schreck (Poll '66), Hrustić, Redan (Postema '64), El Hankouri (Slor '78) | Unnerstall, Dumfries , Schwaab, Viergever, Rodríguez (Boscagli '68), Rosario, Thomas, Hendrix, Madueke (Bruma '78), Lammers (Mitroglou '83), Doan |  |
| Stadion: Hitachi Capital Mobility Stadion, Groningen Toeschouwers: 19.116 Scheidsrechter: Serdar Gözübüyük Video-assistent: Martin Pérez |              |               |              | Padt, Te Wierik , Itakura, El Messaoudi, Zeefuik, Lundqvist, D. van Kaam, Schreck (Poll '66), Hrustić, Redan (Postema '64), El Hankouri (Slor '78) | Unnerstall, Dumfries , Schwaab, Viergever, Rodríguez (Boscagli '68), Rosario, Thomas, Hendrix, Madueke (Bruma '78), Lammers (Mitroglou '83), Doan |  |
| Stadion: Hitachi Capital Mobility Stadion, Groningen Toeschouwers: 19.116 Scheidsrechter: Serdar Gözübüyük Video-assistent: Martin Pérez |              |               |              | Padt, Te Wierik , Itakura, El Messaoudi, Zeefuik, Lundqvist, D. van Kaam, Schreck (Poll '66), Hrustić, Redan (Postema '64), El Hankouri (Slor '78) | Unnerstall, Dumfries , Schwaab, Viergever, Rodríguez (Boscagli '68), Rosario, Thomas, Hendrix, Madueke (Bruma '78), Lammers (Mitroglou '83), Doan |  |
| |              |               |              | | |  |

| Speelronde 27: 14 maart 2020, 19:45 uur | PSV | Afgelast * | FC Emmen | Opstelling PSV | Opstelling FC Emmen |
| Stadion: Philips Stadion, Eindhoven     |     |            |          |                |                     |
|                                         |     |            |          |                |                     |
|                                         |     |            |          |                |                     |
|                                         |     |            |          |                |                     |

| Speelronde 28: 22 maart 2020, 12:15 uur   | Fortuna Sittard | Afgelast * | PSV | Opstelling Fortuna Sittard | Opstelling PSV |
| Stadion: Fortuna Sittard Stadion, Sittard |                 |            |     |                            |                |
|                                           |                 |            |     |                            |                |
|                                           |                 |            |     |                            |                |
|                                           |                 |            |     |                            |                |

#### April
| Speelronde 29: 4 april 2020, 18:30 uur | PSV | Afgelast * | Heracles Almelo | Opstelling PSV | Opstelling Heracles Almelo |
| Stadion: Philips Stadion, Eindhoven    |     |            |                 |                |                            |
|                                        |     |            |                 |                |                            |
|                                        |     |            |                 |                |                            |
|                                        |     |            |                 |                |                            |

| Speelronde 30: 12 april 2020, 12:15 uur | PSV | Afgelast * | Sparta Rotterdam | Opstelling PSV | Opstelling Sparta Rotterdam |
| Stadion: Philips Stadion, Eindhoven     |     |            |                  |                |                             |
|                                         |     |            |                  |                |                             |
|                                         |     |            |                  |                |                             |
|                                         |     |            |                  |                |                             |

| Speelronde 31: 21 april 2020, 18:30 uur | AZ | Afgelast * | PSV | Opstelling AZ | Opstelling PSV |
| Stadion: AFAS Stadion, Alkmaar          |    |            |     |               |                |
|                                         |    |            |     |               |                |
|                                         |    |            |     |               |                |
|                                         |    |            |     |               |                |

| Speelronde 32: 25 april 2020, 18:30 uur | PSV | Afgelast * | FC Utrecht | Opstelling PSV | Opstelling FC Utrecht |
| Stadion: Philips Stadion, Eindhoven     |     |            |            |                |                       |
|                                         |     |            |            |                |                       |
|                                         |     |            |            |                |                       |
|                                         |     |            |            |                |                       |

#### Mei
| Speelronde 33: 3 mei 2020, 14:30 uur     | sc Heerenveen | Afgelast * | PSV | Opstelling sc Heerenveen | Opstelling PSV |
| Stadion: Abe Lenstra Stadion, Heerenveen |               |            |     |                          |                |
|                                          |               |            |     |                          |                |
|                                          |               |            |     |                          |                |
|                                          |               |            |     |                          |                |

| Speelronde 34: 10 mei 2020, 14:30 uur | PSV | Afgelast * | RKC Waalwijk | Opstelling PSV | Opstelling RKC Waalwijk |
| Stadion: Philips Stadion, Eindhoven |     |            |              |                |                         |
| |     |            |              |                |                         |
| |     |            |              |                |                         |
| Bijz.: * Vanwege de coronacrisis in Nederland werden alle Nederlandse betaald voetbalwedstrijden tot 1 september 2020 verboden om deze wedstrijden te spelen. Deze wedstrijden werden niet meer gespeeld voor dat seizoen. |     |            |              |                |                         |

### Statistieken

#### Eindstand in Nederlandse Eredivisie
| Stand | Gespeeld | Gewonnen | Gelijk | Verloren | Punten | Doelpunten voor | Doelpunten tegen | Gele kaarten | Twee gele kaarten | Rode kaarten |
| ----- | -------- | -------- | ------ | -------- | ------ | --------------- | ---------------- | ------------ | ----------------- | ------------ |
| 4e    | 26       | 14       | 7      | 5        | 49     | 54              | 28               | 36           | 1                 | 3            |

#### Punten, stand en doelpunten per speelronde
| Speelronde                            | 1   | 2  | 3  | 4  | 5  | 6   | 7   | 8   | 9   | 10  | 11  | 12  | 13  | 14  | 15  | 16  | 17  | 18  | 19  | 20  | 21  | 22  | 23  | 24  | 25  | 26  | 27                     | 28                     | 29                     | 30                     | 31                     | 32                     | 33                     | 34                     | Totaal |
| ------------------------------------- | --- | -- | -- | -- | -- | --- | --- | --- | --- | --- | --- | --- | --- | --- | --- | --- | --- | --- | --- | --- | --- | --- | --- | --- | --- | --- | ---------------------- | ---------------------- | ---------------------- | ---------------------- | ---------------------- | ---------------------- | ---------------------- | ---------------------- | ------ |
| Aantal punten per speelronde          | 1   | 3  | 3  | 3  | 3  | 3   | 1   | 3   | 3   | 0   | 0   | 1   | 0   | 3   | 1   | 3   | 0   | 3   | 1   | 1   | 0   | 3   | 3   | 3   | 1   | 3   | Competitie geannuleerd | Competitie geannuleerd | Competitie geannuleerd | Competitie geannuleerd | Competitie geannuleerd | Competitie geannuleerd | Competitie geannuleerd | Competitie geannuleerd | 49     |
| Aantal punten na speelronde           | 1   | 4  | 7  | 10 | 13 | 16  | 17  | 20  | 23  | 23  | 23  | 24  | 24  | 27  | 28  | 31  | 31  | 34  | 35  | 36  | 36  | 39  | 42  | 45  | 46  | 49  | Competitie geannuleerd | Competitie geannuleerd | Competitie geannuleerd | Competitie geannuleerd | Competitie geannuleerd | Competitie geannuleerd | Competitie geannuleerd | Competitie geannuleerd | 49     |
| Stand na speelronde                   | 12e | 7e | 6e | 3e | 2e | 2e  | 2e  | 2e  | 2e  | 2e  | 3e  | 3e  | 3e  | 3e  | 3e  | 3e  | 4e  | 3e  | 4e  | 5e  | 5e  | 5e  | 4e  | 4e  | 4e  | 4e  | Competitie geannuleerd | Competitie geannuleerd | Competitie geannuleerd | Competitie geannuleerd | Competitie geannuleerd | Competitie geannuleerd | Competitie geannuleerd | Competitie geannuleerd | 4e     |
| Aantal doelpunten per speelronde      | 1   | 3  | 2  | 3  | 3  | 5   | 1   | 4   | 4   | 0   | 0   | 2   | 1   | 2   | 1   | 5   | 1   | 4   | 1   | 1   | 0   | 3   | 3   | 2   | 1   | 1   | Competitie geannuleerd | Competitie geannuleerd | Competitie geannuleerd | Competitie geannuleerd | Competitie geannuleerd | Competitie geannuleerd | Competitie geannuleerd | Competitie geannuleerd | 54     |
| Aantal tegendoelpunten per speelronde | 1   | 1  | 0  | 1  | 1  | 0   | 1   | 0   | 1   | 3   | 4   | 2   | 2   | 1   | 1   | 0   | 3   | 1   | 1   | 1   | 1   | 0   | 0   | 1   | 1   | 0   | Competitie geannuleerd | Competitie geannuleerd | Competitie geannuleerd | Competitie geannuleerd | Competitie geannuleerd | Competitie geannuleerd | Competitie geannuleerd | Competitie geannuleerd | 28     |
| Doelsaldo na speelronde               | 0   | +2 | +4 | +6 | +8 | +13 | +13 | +17 | +20 | +17 | +13 | +13 | +12 | +13 | +13 | +18 | +16 | +19 | +19 | +19 | +18 | +21 | +24 | +25 | +25 | +26 | Competitie geannuleerd | Competitie geannuleerd | Competitie geannuleerd | Competitie geannuleerd | Competitie geannuleerd | Competitie geannuleerd | Competitie geannuleerd | Competitie geannuleerd | +26    |

## Champions League

#### Tweede kwalificatieronde
| Wedstrijd 1/2: 23 juli 2019, 20:00 uur                                                    | PSV                               | 3 – 2 (1 – 1) | FC Basel                 | Opstelling PSV | Opstelling FC Basel |  |
| Stadion: Philips Stadion, Eindhoven Toeschouwers: 31.000 Scheidsrechter: Andris Treimanis | Bruma 14' Lammers 89' Malen 90+3' |               | 45+1' Ajeti 80' Alderete | Zoet, Dumfries, Luckassen, Viergever, Sadílek , Rosario , Bergwijn , Gutiérrez, Lozano (Lammers '82), Malen, Bruma (Gakpo '77) | Omlin, Widmer , Cömert, Alderete, Xhaka ( '65), Van Wolfswinkel, Frei, Zuffi, Balanta (Pululu '90+1), Stocker (Okafor '65), Ajeti (Ademi '89) |  |
| Stadion: Philips Stadion, Eindhoven Toeschouwers: 31.000 Scheidsrechter: Andris Treimanis |                                   |               |                          | Zoet, Dumfries, Luckassen, Viergever, Sadílek , Rosario , Bergwijn , Gutiérrez, Lozano (Lammers '82), Malen, Bruma (Gakpo '77) | Omlin, Widmer , Cömert, Alderete, Xhaka ( '65), Van Wolfswinkel, Frei, Zuffi, Balanta (Pululu '90+1), Stocker (Okafor '65), Ajeti (Ademi '89) |  |
| Stadion: Philips Stadion, Eindhoven Toeschouwers: 31.000 Scheidsrechter: Andris Treimanis |                                   |               |                          | Zoet, Dumfries, Luckassen, Viergever, Sadílek , Rosario , Bergwijn , Gutiérrez, Lozano (Lammers '82), Malen, Bruma (Gakpo '77) | Omlin, Widmer , Cömert, Alderete, Xhaka ( '65), Van Wolfswinkel, Frei, Zuffi, Balanta (Pululu '90+1), Stocker (Okafor '65), Ajeti (Ademi '89) |  |
|                                                                                           |                                   |               |                          | | |  |

| Wedstrijd 2/2: 30 juli 2019, 20:00 uur | FC Basel                      | 2 – 1 (1 – 1) | PSV       | Opstelling FC Basel                                                                                             | Opstelling PSV                                                                                                   |  |
| Stadion: St. Jakob-Park, Bazel Toeschouwers: 29.216 Scheidsrechter: Fábio Veríssimo | Cömert 8' Van Wolfswinkel 68' |               | 23' Bruma | Omlin, Widmer, Cömert, Alderete , Xhaka (Petretta '81), Van Wolfswinkel , Balanta, Zuffi, Frei, Stocker , Ajeti | Zoet, Dumfries, Luckassen, Viergever, Sadílek , Gutiérrez, Bergwijn , Rosario , Lozano (Gakpo '76), Malen, Bruma |  |
| Stadion: St. Jakob-Park, Bazel Toeschouwers: 29.216 Scheidsrechter: Fábio Veríssimo |                               |               |           | Omlin, Widmer, Cömert, Alderete , Xhaka (Petretta '81), Van Wolfswinkel , Balanta, Zuffi, Frei, Stocker , Ajeti | Zoet, Dumfries, Luckassen, Viergever, Sadílek , Gutiérrez, Bergwijn , Rosario , Lozano (Gakpo '76), Malen, Bruma |  |
| Stadion: St. Jakob-Park, Bazel Toeschouwers: 29.216 Scheidsrechter: Fábio Veríssimo |                               |               |           | Omlin, Widmer, Cömert, Alderete , Xhaka (Petretta '81), Van Wolfswinkel , Balanta, Zuffi, Frei, Stocker , Ajeti | Zoet, Dumfries, Luckassen, Viergever, Sadílek , Gutiérrez, Bergwijn , Rosario , Lozano (Gakpo '76), Malen, Bruma |  |
| Bijz.: - Sainsbury van PSV kreeg als bankzitter een gele kaart tijdens deze wedstrijd. - Totaalscore: FC Basel 4 – 4 PSV - Op basis van de uitdoelpuntenregel is PSV uitgeschakeld in de Champions League van dit seizoen. |                               |               |           | | |  |

## Europa League

#### Derde kwalificatieronde
| Wedstrijd 1/2: 8 augustus 2019, 19:00 uur                                          | FK Haugesund | 0 – 1 (0 – 1) | PSV                 | Opstelling FK Haugesund | Opstelling PSV |  |
| Stadion: Haugesundstadion, Haugesund Toeschouwers: 5.150 Scheidsrechter: Matej Jug |              |               | 24' (pen.) Bergwijn | Sandvik, Desler, Bergqvist , Hansen , Baardsen Pedersen, Tronstad, Krygard (Grindheim '70), Leite (Våge Nilsen '74), Sandberg, Ibrahim (Koné '57), Velde | Zoet, Dumfries, Baumgartl, Viergever, Sadílek, Rosario , Gutiérrez (Hendrix '89), Pereiro (Gakpo '59), Bergwijn, Malen , Bruma (Lozano '58 ) |  |
| Stadion: Haugesundstadion, Haugesund Toeschouwers: 5.150 Scheidsrechter: Matej Jug |              |               |                     | Sandvik, Desler, Bergqvist , Hansen , Baardsen Pedersen, Tronstad, Krygard (Grindheim '70), Leite (Våge Nilsen '74), Sandberg, Ibrahim (Koné '57), Velde | Zoet, Dumfries, Baumgartl, Viergever, Sadílek, Rosario , Gutiérrez (Hendrix '89), Pereiro (Gakpo '59), Bergwijn, Malen , Bruma (Lozano '58 ) |  |
| Stadion: Haugesundstadion, Haugesund Toeschouwers: 5.150 Scheidsrechter: Matej Jug |              |               |                     | Sandvik, Desler, Bergqvist , Hansen , Baardsen Pedersen, Tronstad, Krygard (Grindheim '70), Leite (Våge Nilsen '74), Sandberg, Ibrahim (Koné '57), Velde | Zoet, Dumfries, Baumgartl, Viergever, Sadílek, Rosario , Gutiérrez (Hendrix '89), Pereiro (Gakpo '59), Bergwijn, Malen , Bruma (Lozano '58 ) |  |
|                                                                                    |              |               |                     | | |  |

| Wedstrijd 2/2: 15 augustus 2019, 20:30 uur                                             | PSV | 0 – 0 (0 – 0) | FK Haugesund | Opstelling PSV | Opstelling FK Haugesund |  |
| Stadion: Philips Stadion, Eindhoven Toeschouwers: 24.600 Scheidsrechter: Juan Martínez |     |               |              | Zoet, Dumfries (Teze '46), Baumgartl, Viergever, Sadílek , Rosario , Bergwijn, Gutiérrez, Bruma (Ihattaren '59), Malen, Gakpo | Sandvik, Desler, Bergqvist, Hansen , Baardsen Pedersen, Tronstad, Krygard (Grindheim '75), Leite (Våge Nilsen '85), Sandberg, Koné (Samuelsen '70), Velde |  |
| Stadion: Philips Stadion, Eindhoven Toeschouwers: 24.600 Scheidsrechter: Juan Martínez |     |               |              | Zoet, Dumfries (Teze '46), Baumgartl, Viergever, Sadílek , Rosario , Bergwijn, Gutiérrez, Bruma (Ihattaren '59), Malen, Gakpo | Sandvik, Desler, Bergqvist, Hansen , Baardsen Pedersen, Tronstad, Krygard (Grindheim '75), Leite (Våge Nilsen '85), Sandberg, Koné (Samuelsen '70), Velde |  |
| Stadion: Philips Stadion, Eindhoven Toeschouwers: 24.600 Scheidsrechter: Juan Martínez |     |               |              | Zoet, Dumfries (Teze '46), Baumgartl, Viergever, Sadílek , Rosario , Bergwijn, Gutiérrez, Bruma (Ihattaren '59), Malen, Gakpo | Sandvik, Desler, Bergqvist, Hansen , Baardsen Pedersen, Tronstad, Krygard (Grindheim '75), Leite (Våge Nilsen '85), Sandberg, Koné (Samuelsen '70), Velde |  |
| Bijz.: - Totaalscore: PSV 1 – 0 FK Haugesund                                           |     |               |              | | |  |

#### Play-offronde
| Wedstrijd 1/2: 22 augustus 2019, 20:30 uur                                                 | PSV                                  | 3 – 0 (0 – 0) | Apollon Limasol | Opstelling PSV | Opstelling Apollon Limasol |  |
| Stadion: Philips Stadion, Eindhoven Toeschouwers: 17.500 Scheidsrechter: Aleksej Koelbakov | Ihattaren 47' Gakpo 56' Dumfries 61' |               |                 | Zoet, Dumfries, Baumgartl, Viergever, Boscagli (Lato '90), Rosario , Bergwijn, Gutiérrez, Ihattaren (Mitroglou '81), Malen , Gakpo (Hendrix '84) | Mall, João Pedro, Héctor Yuste , Kyriakou, Aguirre, Gakpé (Pittas '76), Sachetti , Sardinero (Papoulis '67), Marković, Gianniotas (Pereyra '62), Zelaya |  |
| Stadion: Philips Stadion, Eindhoven Toeschouwers: 17.500 Scheidsrechter: Aleksej Koelbakov |                                      |               |                 | Zoet, Dumfries, Baumgartl, Viergever, Boscagli (Lato '90), Rosario , Bergwijn, Gutiérrez, Ihattaren (Mitroglou '81), Malen , Gakpo (Hendrix '84) | Mall, João Pedro, Héctor Yuste , Kyriakou, Aguirre, Gakpé (Pittas '76), Sachetti , Sardinero (Papoulis '67), Marković, Gianniotas (Pereyra '62), Zelaya |  |
| Stadion: Philips Stadion, Eindhoven Toeschouwers: 17.500 Scheidsrechter: Aleksej Koelbakov |                                      |               |                 | Zoet, Dumfries, Baumgartl, Viergever, Boscagli (Lato '90), Rosario , Bergwijn, Gutiérrez, Ihattaren (Mitroglou '81), Malen , Gakpo (Hendrix '84) | Mall, João Pedro, Héctor Yuste , Kyriakou, Aguirre, Gakpé (Pittas '76), Sachetti , Sardinero (Papoulis '67), Marković, Gianniotas (Pereyra '62), Zelaya |  |
|                                                                                            |                                      |               |                 | | |  |

| Wedstrijd 2/2: 29 augustus 2019, 19:00 uur                                                                                | Apollon Limasol | 0 – 4 (0 – 0) | PSV                                          | Opstelling Apollon Limasol | Opstelling PSV |  |
| Stadion: GSP-stadion, Nicosia Toeschouwers: 2.004 Scheidsrechter: William Collum                                          |                 |               | 72' Ihattaren 76' Mitroglou 78', 90+3' Malen | Mall, João Pedro, Héctor Yuste , Szalai, Aguirre, Gakpé, Marković, Papoulis (Pittas '69), Kyriakou (Sardinero '61), Gianniotas (Tamba M'Pinda '77), Zelaya | Zoet, Dumfries, Baumgartl (Schwaab '81), Viergever, Boscagli, Rosario , Gutiérrez, Hendrix (Mitroglou '74), Ihattaren, Malen, Gakpo (Ćatić '77) |  |
| Stadion: GSP-stadion, Nicosia Toeschouwers: 2.004 Scheidsrechter: William Collum                                          |                 |               |                                              | Mall, João Pedro, Héctor Yuste , Szalai, Aguirre, Gakpé, Marković, Papoulis (Pittas '69), Kyriakou (Sardinero '61), Gianniotas (Tamba M'Pinda '77), Zelaya | Zoet, Dumfries, Baumgartl (Schwaab '81), Viergever, Boscagli, Rosario , Gutiérrez, Hendrix (Mitroglou '74), Ihattaren, Malen, Gakpo (Ćatić '77) |  |
| Stadion: GSP-stadion, Nicosia Toeschouwers: 2.004 Scheidsrechter: William Collum                                          |                 |               |                                              | Mall, João Pedro, Héctor Yuste , Szalai, Aguirre, Gakpé, Marković, Papoulis (Pittas '69), Kyriakou (Sardinero '61), Gianniotas (Tamba M'Pinda '77), Zelaya | Zoet, Dumfries, Baumgartl (Schwaab '81), Viergever, Boscagli, Rosario , Gutiérrez, Hendrix (Mitroglou '74), Ihattaren, Malen, Gakpo (Ćatić '77) |  |
| Bijz.: - Totaalscore: Apollon Limasol 0 – 7 PSV - Hierdoor plaatste PSV zich voor het hoofdtoernooi van de Europa League. |                 |               |                                              | | |  |

#### Groepsfase (groep D)
| # | Team              | Wedstrijden | Wedstrijden | Wedstrijden | Wedstrijden | Punten | Doelpunten | Doelpunten | Doelpunten |       | Uitslagen (Thuis ╲ Uit) | Uitslagen (Thuis ╲ Uit) | Uitslagen (Thuis ╲ Uit) | Uitslagen (Thuis ╲ Uit) |
| # | Team              | Gespeeld    | Winst       | Gelijk      | Verlies     | Punten | Voor       | Tegen      | Saldo      | LASK  | SPO                     | PSV                     | ROS                     |                         |
| 1. | LASK              | 6           | 4           | 1           | 1           | 13     | 11         | 4          | +7         |       | 3 – 0                   | 4 – 1                   | 1 – 0                   |                         |
| 2. | Sporting Lissabon | 6           | 4           | 0           | 2           | 12     | 11         | 7          | +4         | 2 – 1 |                         | 4 – 0                   | 1 – 0                   |                         |
| 3. | PSV               | 6           | 2           | 2           | 2           | 8      | 9          | 12         | −3         | 3 – 2 | 0 – 0                   |                         | 1 – 1                   |                         |
| 4. | Rosenborg BK      | 6           | 0           | 1           | 5           | 1      | 3          | 11         | −8         | 0 – 2 | 1 – 2                   | 1 – 4                   |                         |                         |
| \| Legendakleuren in de tabellen \| \| Groepswinnaar en nummer twee gaan door naar de zestiende finale. \| \| Uitgeschakeld \| |                   |             |             |             |             |        |            |            |            |       |                         |                         |                         |                         |
| Legendakleuren in de tabellen                                                                                                  |                   |             |             |             |             |        |            |            |            |       |                         |                         |                         |                         |
| Groepswinnaar en nummer twee gaan door naar de zestiende finale.                                                               |                   |             |             |             |             |        |            |            |            |       |                         |                         |                         |                         |
| Uitgeschakeld |                   |             |             |             |             |        |            |            |            |       |                         |                         |                         |                         |

| Wedstrijd 1/6: 19 september 2019, 18:55 uur                                            | PSV                                       | 3 – 2 (2 – 1) | Sporting Lissabon                     | Opstelling PSV | Opstelling Sporting Lissabon |  |
| Stadion: Philips Stadion, Eindhoven Toeschouwers: 30.000 Scheidsrechter: Ivan Kružliak | Malen 20' Coates 25' (e.d.) Baumgartl 48' |               | 39' (pen.) Bruno Fernandes 82' Mendes | Zoet, Dumfries, Viergever, Baumgartl, Boscagli, Rosario , Ihattaren (Gakpo '64), Hendrix, Bergwijn, Malen (Sadílek '84), Bruma (Doan '78) | Ribeiro, Rosier, Coates, Neto , Acuña , Luís (Mendes '81), Wendel (Camacho '90+1), Bruno Fernandes , Doumbia , Vietto (Cabral '64 ), Bolasie |  |
| Stadion: Philips Stadion, Eindhoven Toeschouwers: 30.000 Scheidsrechter: Ivan Kružliak |                                           |               |                                       | Zoet, Dumfries, Viergever, Baumgartl, Boscagli, Rosario , Ihattaren (Gakpo '64), Hendrix, Bergwijn, Malen (Sadílek '84), Bruma (Doan '78) | Ribeiro, Rosier, Coates, Neto , Acuña , Luís (Mendes '81), Wendel (Camacho '90+1), Bruno Fernandes , Doumbia , Vietto (Cabral '64 ), Bolasie |  |
| Stadion: Philips Stadion, Eindhoven Toeschouwers: 30.000 Scheidsrechter: Ivan Kružliak |                                           |               |                                       | Zoet, Dumfries, Viergever, Baumgartl, Boscagli, Rosario , Ihattaren (Gakpo '64), Hendrix, Bergwijn, Malen (Sadílek '84), Bruma (Doan '78) | Ribeiro, Rosier, Coates, Neto , Acuña , Luís (Mendes '81), Wendel (Camacho '90+1), Bruno Fernandes , Doumbia , Vietto (Cabral '64 ), Bolasie |  |
|                                                                                        |                                           |               |                                       | | |  |

| Wedstrijd 2/6: 3 oktober 2019, 21:00 uur                                                   | Rosenborg BK  | 1 – 4 (0 – 3) | PSV                                          | Opstelling Rosenborg BK | Opstelling PSV |  |
| Stadion: Lerkendalstadion, Trondheim Toeschouwers: 10.296 Scheidsrechter: Halil Umut Meler | Adegbenro 70' |               | 14' Rosario 37' (e.d.) Meling 41', 78' Malen | Hansen, Meling, Valsvik, Hovland, Trondsen (Tagseth '80), Åsen, Lundemo (Konradsen '62), Jensen , Akintola, Johnsen (Søderlund '59), Adegbenro | Ruiter, Dumfries, Baumgartl, Viergever, Sadílek , Rosario , Ihattaren (Mitroglou '80), Hendrix (Gutiérrez '72), Doan (Bruma '82), Malen, Bergwijn |  |
| Stadion: Lerkendalstadion, Trondheim Toeschouwers: 10.296 Scheidsrechter: Halil Umut Meler |               |               |                                              | Hansen, Meling, Valsvik, Hovland, Trondsen (Tagseth '80), Åsen, Lundemo (Konradsen '62), Jensen , Akintola, Johnsen (Søderlund '59), Adegbenro | Ruiter, Dumfries, Baumgartl, Viergever, Sadílek , Rosario , Ihattaren (Mitroglou '80), Hendrix (Gutiérrez '72), Doan (Bruma '82), Malen, Bergwijn |  |
| Stadion: Lerkendalstadion, Trondheim Toeschouwers: 10.296 Scheidsrechter: Halil Umut Meler |               |               |                                              | Hansen, Meling, Valsvik, Hovland, Trondsen (Tagseth '80), Åsen, Lundemo (Konradsen '62), Jensen , Akintola, Johnsen (Søderlund '59), Adegbenro | Ruiter, Dumfries, Baumgartl, Viergever, Sadílek , Rosario , Ihattaren (Mitroglou '80), Hendrix (Gutiérrez '72), Doan (Bruma '82), Malen, Bergwijn |  |
|                                                                                            |               |               |                                              | | |  |

| Wedstrijd 3/6: 24 oktober 2019, 21:00 uur                                               | PSV | 0 – 0 (0 – 0) | LASK | Opstelling PSV | Opstelling LASK |  |
| Stadion: Philips Stadion, Eindhoven Toeschouwers: 29.000 Scheidsrechter: Chris Kavanagh |     |               |      | Zoet, Dumfries, Viergever, Schwaab, Sadílek, Doan (Bruma '74), Rosario , Gutiérrez , Ihattaren (Thomas '84), Bergwijn, Gakpo (Mitroglou '84) | Schlager, Wiesinger , Trauner , Filipović, Ranftl , Holland, Michorl, Potzmann , Goiginger, Raguž (Klauss '71), Frieser (Tetteh '60) |  |
| Stadion: Philips Stadion, Eindhoven Toeschouwers: 29.000 Scheidsrechter: Chris Kavanagh |     |               |      | Zoet, Dumfries, Viergever, Schwaab, Sadílek, Doan (Bruma '74), Rosario , Gutiérrez , Ihattaren (Thomas '84), Bergwijn, Gakpo (Mitroglou '84) | Schlager, Wiesinger , Trauner , Filipović, Ranftl , Holland, Michorl, Potzmann , Goiginger, Raguž (Klauss '71), Frieser (Tetteh '60) |  |
| Stadion: Philips Stadion, Eindhoven Toeschouwers: 29.000 Scheidsrechter: Chris Kavanagh |     |               |      | Zoet, Dumfries, Viergever, Schwaab, Sadílek, Doan (Bruma '74), Rosario , Gutiérrez , Ihattaren (Thomas '84), Bergwijn, Gakpo (Mitroglou '84) | Schlager, Wiesinger , Trauner , Filipović, Ranftl , Holland, Michorl, Potzmann , Goiginger, Raguž (Klauss '71), Frieser (Tetteh '60) |  |
|                                                                                         |     |               |      | | |  |

| Wedstrijd 4/6: 7 november 2019, 18:55 uur                                       | LASK                                   | 4 – 1 (0 – 1) | PSV               | Opstelling LASK | Opstelling PSV                                                                                                |  |
| Stadion: Linzerstadion, Linz Toeschouwers: 12.658 Scheidsrechter: Radu Petrescu | Ranftl 56' Frieser 60' Klauss 77', 82' |               | 5' (pen.) Schwaab | Schlager, Wiesinger, Trauner , Filipović, Ranftl (Renner '81), Holland, Michorl, Potzmann, Goiginger, Raguž (Tetteh '69 ), Frieser (Klauss '61) | Zoet, Dumfries, Schwaab , Viergever, Sadílek, Rosario , Ihattaren , Gutiérrez, Doan (Ćatić '64), Gakpo, Bruma |  |
| Stadion: Linzerstadion, Linz Toeschouwers: 12.658 Scheidsrechter: Radu Petrescu |                                        |               |                   | Schlager, Wiesinger, Trauner , Filipović, Ranftl (Renner '81), Holland, Michorl, Potzmann, Goiginger, Raguž (Tetteh '69 ), Frieser (Klauss '61) | Zoet, Dumfries, Schwaab , Viergever, Sadílek, Rosario , Ihattaren , Gutiérrez, Doan (Ćatić '64), Gakpo, Bruma |  |
| Stadion: Linzerstadion, Linz Toeschouwers: 12.658 Scheidsrechter: Radu Petrescu |                                        |               |                   | Schlager, Wiesinger, Trauner , Filipović, Ranftl (Renner '81), Holland, Michorl, Potzmann, Goiginger, Raguž (Tetteh '69 ), Frieser (Klauss '61) | Zoet, Dumfries, Schwaab , Viergever, Sadílek, Rosario , Ihattaren , Gutiérrez, Doan (Ćatić '64), Gakpo, Bruma |  |
|                                                                                 |                                        |               |                   | | |  |

| Wedstrijd 5/6: 28 november 2019, 21:00 uur                                                   | Sporting Lissabon                                       | 4 – 0 (3 – 0) | PSV | Opstelling Sporting Lissabon | Opstelling PSV |  |
| Stadion: Estádio José Alvalade, Lissabon Toeschouwers: 30.146 Scheidsrechter: Orel Grinfeeld | Phellype 9' Bruno Fernandes 16', 64' (pen.) Mathieu 43' |               |     | Maximiano, Rosier, Ilori , Mathieu (Neto '73), Acuña, Bruno Fernandes , Doumbia, Phellype (Jesé '67), Wendel (Camacho '80), Bolasie , Vietto | Unnerstall, Dumfries , Viergever, Baumgartl, Sadílek, Ihattaren, Rosario (Pereiro '46), Hendrix, Bruma (Gakpo '46), Malen, Bergwijn (Thomas '79) |  |
| Stadion: Estádio José Alvalade, Lissabon Toeschouwers: 30.146 Scheidsrechter: Orel Grinfeeld |                                                         |               |     | Maximiano, Rosier, Ilori , Mathieu (Neto '73), Acuña, Bruno Fernandes , Doumbia, Phellype (Jesé '67), Wendel (Camacho '80), Bolasie , Vietto | Unnerstall, Dumfries , Viergever, Baumgartl, Sadílek, Ihattaren, Rosario (Pereiro '46), Hendrix, Bruma (Gakpo '46), Malen, Bergwijn (Thomas '79) |  |
| Stadion: Estádio José Alvalade, Lissabon Toeschouwers: 30.146 Scheidsrechter: Orel Grinfeeld |                                                         |               |     | Maximiano, Rosier, Ilori , Mathieu (Neto '73), Acuña, Bruno Fernandes , Doumbia, Phellype (Jesé '67), Wendel (Camacho '80), Bolasie , Vietto | Unnerstall, Dumfries , Viergever, Baumgartl, Sadílek, Ihattaren, Rosario (Pereiro '46), Hendrix, Bruma (Gakpo '46), Malen, Bergwijn (Thomas '79) |  |
|                                                                                              |                                                         |               |     | | |  |

| Wedstrijd 6/6: 12 december 2019, 18:55 uur                                              | PSV           | 1 – 1 (0 – 1) | Rosenborg BK | Opstelling PSV | Opstelling Rosenborg BK |  |
| Stadion: Philips Stadion, Eindhoven Toeschouwers: 24.000 Scheidsrechter: Vitali Mesjkov | Ihattaren 63' |               | 22' Helland  | Unnerstall, Dumfries , Viergever, Schwaab, Boscagli, Thomas (Rosario '62), Ihattaren (Pereiro '70), Gutiérrez, Bergwijn (Malen '46 ), Gakpo, Bruma | Østbø, Hedenstad, Reginiussen , Hovland, Meling , Jensen , Trondsen, Tagseth (Lundemo '46), Helland (Botheim '75), Søderlund, Adegbenro (Ceide '81) |  |
| Stadion: Philips Stadion, Eindhoven Toeschouwers: 24.000 Scheidsrechter: Vitali Mesjkov |               |               |              | Unnerstall, Dumfries , Viergever, Schwaab, Boscagli, Thomas (Rosario '62), Ihattaren (Pereiro '70), Gutiérrez, Bergwijn (Malen '46 ), Gakpo, Bruma | Østbø, Hedenstad, Reginiussen , Hovland, Meling , Jensen , Trondsen, Tagseth (Lundemo '46), Helland (Botheim '75), Søderlund, Adegbenro (Ceide '81) |  |
| Stadion: Philips Stadion, Eindhoven Toeschouwers: 24.000 Scheidsrechter: Vitali Mesjkov |               |               |              | Unnerstall, Dumfries , Viergever, Schwaab, Boscagli, Thomas (Rosario '62), Ihattaren (Pereiro '70), Gutiérrez, Bergwijn (Malen '46 ), Gakpo, Bruma | Østbø, Hedenstad, Reginiussen , Hovland, Meling , Jensen , Trondsen, Tagseth (Lundemo '46), Helland (Botheim '75), Søderlund, Adegbenro (Ceide '81) |  |
|                                                                                         |               |               |              | | |  |

## TOTO KNVB Beker

#### Eerste ronde
- PSV heeft voor de eerste ronde een vrijstelling gekregen, omdat ze zich hebben geplaatst voor de Europese clubhoofdtoernooi.

#### Tweede ronde
| 18 december 2019, 20:45 uur                                                            | GVVV           | 1 – 2 (n.v.) 1 – 1 (0 – 1) | PSV                          | Opstelling GVVV | Opstelling PSV |  |
| Stadion: Sportpark Panhuis, Veenendaal Toeschouwers: 4.800 Scheidsrechter: Erwin Blank | Laghmouchi 84' |                            | 41' Mitroglou 118' Ihattaren | Jansen, Fini , Den Hartog , Van der Voort (De Graaf '81), Adnane, De Leeuw, De Jong (Van Nieuwkerk '119), Mulder, Oostinjen (Laghmouchi 81), Powel, Ties (Goeman '67) | Unnerstall, Dumfries , Schwaab, Viergever, Boscagli, Pereiro, Rosario, Ihattaren (Baumgartl '120), Doan (Afellay '62 ( '62)), Mitroglou (Bruma '46), Gakpo (Bergwijn '98) |  |
| Stadion: Sportpark Panhuis, Veenendaal Toeschouwers: 4.800 Scheidsrechter: Erwin Blank |                |                            |                              | Jansen, Fini , Den Hartog , Van der Voort (De Graaf '81), Adnane, De Leeuw, De Jong (Van Nieuwkerk '119), Mulder, Oostinjen (Laghmouchi 81), Powel, Ties (Goeman '67) | Unnerstall, Dumfries , Schwaab, Viergever, Boscagli, Pereiro, Rosario, Ihattaren (Baumgartl '120), Doan (Afellay '62 ( '62)), Mitroglou (Bruma '46), Gakpo (Bergwijn '98) |  |
| Stadion: Sportpark Panhuis, Veenendaal Toeschouwers: 4.800 Scheidsrechter: Erwin Blank |                |                            |                              | Jansen, Fini , Den Hartog , Van der Voort (De Graaf '81), Adnane, De Leeuw, De Jong (Van Nieuwkerk '119), Mulder, Oostinjen (Laghmouchi 81), Powel, Ties (Goeman '67) | Unnerstall, Dumfries , Schwaab, Viergever, Boscagli, Pereiro, Rosario, Ihattaren (Baumgartl '120), Doan (Afellay '62 ( '62)), Mitroglou (Bruma '46), Gakpo (Bergwijn '98) |  |
|                                                                                        |                |                            |                              | | |  |

#### Achtste finale
| 23 januari 2020, 20:45 uur                                                                | NAC Breda                | 2 – 0 (0 – 0) | PSV | Opstelling NAC Breda | Opstelling PSV |  |
| Stadion: Rat Verlegh Stadion, Breda Toeschouwers: 12.887 Scheidsrechter: Serdar Gözübüyük | Boussaid 54' I. Ilić 73' |               |     | Olij, Van Anholt , Riera, Van Hecke, Schouten, El Allouchi, Verschueren , I. Ilić (Azzagari '77), L. Ilić, Doğan (Van Hooijdonk '87), Boussaid (Van der Gaag '82) | Unnerstall, Dumfries , Schwaab, Baumgartl '60, Viergever, Rosario, Hendrix , Thomas (Lammers '46), Ihattaren (Gakpo '84), Bergwijn, Bruma (Doan '65) |  |
| Stadion: Rat Verlegh Stadion, Breda Toeschouwers: 12.887 Scheidsrechter: Serdar Gözübüyük |                          |               |     | Olij, Van Anholt , Riera, Van Hecke, Schouten, El Allouchi, Verschueren , I. Ilić (Azzagari '77), L. Ilić, Doğan (Van Hooijdonk '87), Boussaid (Van der Gaag '82) | Unnerstall, Dumfries , Schwaab, Baumgartl '60, Viergever, Rosario, Hendrix , Thomas (Lammers '46), Ihattaren (Gakpo '84), Bergwijn, Bruma (Doan '65) |  |
| Stadion: Rat Verlegh Stadion, Breda Toeschouwers: 12.887 Scheidsrechter: Serdar Gözübüyük |                          |               |     | Olij, Van Anholt , Riera, Van Hecke, Schouten, El Allouchi, Verschueren , I. Ilić (Azzagari '77), L. Ilić, Doğan (Van Hooijdonk '87), Boussaid (Van der Gaag '82) | Unnerstall, Dumfries , Schwaab, Baumgartl '60, Viergever, Rosario, Hendrix , Thomas (Lammers '46), Ihattaren (Gakpo '84), Bergwijn, Bruma (Doan '65) |  |
| Bijz.: - Hierdoor was PSV uitgeschakeld in de KNVB Beker dit seizoen.                     |                          |               |     | | |  |

## Topscorers
| Nr.                           | Naam                          | Goal |
| ----------------------------- | ----------------------------- | ---- |
| 1.                            | Donyell Malen                 | 11   |
| 2.                            | Denzel Dumfries               | 7    |
| 2.                            | Cody Gakpo                    | 7    |
| 4.                            | Steven Bergwijn               | 5    |
| 5.                            | Bruma                         | 3    |
| 5.                            | Mohammed Ihattaren            | 3    |
| 7.                            | Ritsu Doan                    | 2    |
| 7.                            | Sam Lammers                   | 2    |
| 7.                            | Gastón Pereiro                | 2    |
| 7.                            | Pablo Rosario                 | 2    |
| 7.                            | Ryan Thomas                   | 2    |
| 12.                           | Timo Baumgartl                | 1    |
| 12.                           | Érick Gutiérrez               | 1    |
| 12.                           | Jorrit Hendrix                | 1    |
| 12.                           | Konstantinos Mitroglou        | 1    |
| 12.                           | Michal Sadílek                | 1    |
| 12.                           | Daniel Schwaab                | 1    |
| Eigen doelpunten tegenstander | Eigen doelpunten tegenstander | 2    |
| Totaal                        | Totaal                        | 54   |

| Nr.                           | Naam                   | Goal |
| ----------------------------- | ---------------------- | ---- |
| 1.                            | Mohammed Ihattaren     | 1    |
| 1.                            | Konstantinos Mitroglou | 1    |
| Eigen doelpunten tegenstander |                        |      |
| Totaal                        | Totaal                 | 2    |

| Nr.                           | Naam          | Goal |
| ----------------------------- | ------------- | ---- |
| 1.                            | Bruma         | 2    |
| 2.                            | Sam Lammers   | 1    |
| 2.                            | Donyell Malen | 1    |
| Eigen doelpunten tegenstander |               |      |
| Totaal                        | Totaal        | 4    |

| Nr.                           | Naam                          | Goal |
| ----------------------------- | ----------------------------- | ---- |
| 1.                            | Donyell Malen                 | 5    |
| 2.                            | Mohammed Ihattaren            | 3    |
| 3.                            | Timo Baumgartl                | 1    |
| 3.                            | Steven Bergwijn               | 1    |
| 3.                            | Denzel Dumfries               | 1    |
| 3.                            | Cody Gakpo                    | 1    |
| 3.                            | Konstantinos Mitroglou        | 1    |
| 3.                            | Pablo Rosario                 | 1    |
| 3.                            | Daniel Schwaab                | 1    |
| Eigen doelpunten tegenstander | Eigen doelpunten tegenstander | 2    |
| Totaal                        | Totaal                        | 17   |

## Assists
| Nr.    | Naam               | Assist |
| ------ | ------------------ | ------ |
| 1.     | Steven Bergwijn    | 10     |
| 2.     | Cody Gakpo         | 6      |
| 3.     | Mohammed Ihattaren | 4      |
| 4.     | Bruma              | 3      |
| 4.     | Pablo Rosario      | 3      |
| 6.     | Denzel Dumfries    | 2      |
| 6.     | Jorrit Hendrix     | 2      |
| 6.     | Donyell Malen      | 2      |
| 6.     | Michal Sadílek     | 2      |
| 6.     | Daniel Schwaab     | 2      |
| 6.     | Ryan Thomas        | 2      |
| 12.    | Ritsu Doan         | 1      |
| 12.    | Sam Lammers        | 1      |
| Totaal | Totaal             | 40     |

| Nr.    | Naam            | Assist |
| ------ | --------------- | ------ |
| 1.     | Steven Bergwijn | 1      |
| 1.     | Cody Gakpo      | 1      |
| Totaal | Totaal          | 2      |

| Nr.    | Naam            | Assist |
| ------ | --------------- | ------ |
| 1.     | Steven Bergwijn | 1      |
| 1.     | Érick Gutiérrez | 1      |
| 1.     | Donyell Malen   | 1      |
| Totaal | Totaal          | 3      |

| Nr.    | Naam               | Assist |
| ------ | ------------------ | ------ |
| 1.     | Mohammed Ihattaren | 3      |
| 2.     | Amar Ćatić         | 2      |
| 2.     | Ritsu Doan         | 2      |
| 2.     | Donyell Malen      | 2      |
| 5.     | Steven Bergwijn    | 1      |
| 5.     | Cody Gakpo         | 1      |
| Totaal | Totaal             | 11     |

## Spelersstatistieken
Legenda
| - W = Wedstrijden - = Doelpunten | - = Gele kaarten (exclusief 2x geel) - = 2x gele kaart in 1 wedstrijd - = Rode kaarten (exclusief 2x geel) | - 0 (0) = Basisspeler (invalspeler) - Kaarten zijn bij elkaar opgeteld van alle officiële wedstrijden. |

| Nr. | Naam                   | Eredivisie | Eredivisie | KNVB Beker | KNVB Beker | Europa | Europa | Overige | Overige | Totaal  | Totaal | Kaarten | Kaarten | Kaarten |
| Nr. | Naam                   | W          | Goal       | W          | Goal       | W      | Goal   | W       | Goal    | W       | Goal   |         |         |         |
| --- | ---------------------- | ---------- | ---------- | ---------- | ---------- | ------ | ------ | ------- | ------- | ------- | ------ | ------- | ------- | ------- |
| 1   | Jeroen Zoet            | 11         | 0          | 0          | 0          | 9      | 0      | 1       | 0       | 21      | 0      | 1       | 0       | 0       |
| 3   | Toni Lato              | 0          | 0          | 0          | 0          | 0 (1)  | 0      | 0       | 0       | 0 (1)   | 0      | 0       | 0       | 0       |
| 4   | Nick Viergever         | 23         | 0          | 2          | 0          | 12     | 0      | 0       | 0       | 37      | 0      | 5       | 0       | 1       |
| 5   | Timo Baumgartl         | 12 (1)     | 1          | 1 (1)      | 0          | 7      | 1      | 0       | 0       | 20 (2)  | 2      | 1       | 0       | 1       |
| 6   | Daniel Schwaab         | 17 (1)     | 1          | 2          | 0          | 3 (1)  | 1      | 0       | 0       | 22 (2)  | 2      | 3       | 0       | 0       |
| 7   | Bruma                  | 12 (6)     | 3          | 1 (1)      | 0          | 8 (2)  | 2      | 1       | 0       | 22 (9)  | 5      | 0       | 0       | 0       |
| 8   | Jorrit Hendrix         | 13 (4)     | 1          | 1          | 0          | 4 (2)  | 0      | 1       | 0       | 19 (6)  | 1      | 4       | 0       | 1       |
| 9   | Donyell Malen          | 14         | 11         | 0          | 0          | 9 (1)  | 6      | 0 (1)   | 0       | 23 (2)  | 17     | 4       | 0       | 0       |
| 11  | Hirving Lozano         | 1          | 0          | 0          | 0          | 2 (1)  | 0      | 0 (1)   | 0       | 3 (2)   | 0      | 1       | 0       | 0       |
| 10  | Steven Bergwijn        | 16         | 5          | 1 (1)      | 0          | 10     | 1      | 1       | 0       | 28 (1)  | 6      | 6       | 0       | 0       |
| 11  | Konstantinos Mitroglou | 0 (13)     | 1          | 1          | 1          | 0 (4)  | 1      | 0       | 0       | 1 (17)  | 3      | 0       | 0       | 0       |
| 13  | Lars Unnerstall        | 14         | 0          | 2          | 0          | 2      | 0      | 0       | 0       | 18      | 0      | 1       | 0       | 0       |
| 14  | Sam Lammers            | 7          | 2          | 0 (1)      | 0          | 0 (1)  | 1      | 1       | 0       | 8 (2)   | 3      | 0       | 0       | 0       |
| 15  | Érick Gutiérrez        | 9 (6)      | 1          | 0          | 0          | 9 (1)  | 0      | 0 (1)   | 0       | 18 (8)  | 1      | 3       | 0       | 0       |
| 17  | Ibrahim Afellay        | 1 (2)      | 0          | 0 (1)      | 0          | 0      | 0      | 0       | 0       | 1 (3)   | 0      | 0       | 1       | 0       |
| 18  | Pablo Rosario          | 26         | 2          | 2          | 0          | 11 (1) | 1      | 1       | 0       | 40 (1)  | 3      | 3       | 0       | 0       |
| 19  | Cody Gakpo             | 14 (11)    | 7          | 1 (1)      | 0          | 6 (5)  | 1      | 1       | 0       | 22 (17) | 8      | 6       | 0       | 0       |
| 20  | Gastón Pereiro         | 1 (3)      | 2          | 1          | 0          | 1 (2)  | 0      | 0       | 0       | 3 (5)   | 2      | 1       | 0       | 0       |
| 20  | Trent Sainsbury        | 1          | 0          | 0          | 0          | 0      | 0      | 0       | 0       | 1       | 0      | 1       | 0       | 0       |
| 21  | Robbin Ruiter          | 1          | 0          | 0          | 0          | 1      | 0      | 0       | 0       | 2       | 0      | 0       | 0       | 0       |
| 22  | Denzel Dumfries        | 25         | 7          | 2          | 0          | 12     | 1      | 1       | 0       | 40      | 8      | 6       | 0       | 0       |
| 23  | Derrick Luckassen      | 0          | 0          | 0          | 0          | 2      | 0      | 1       | 0       | 3       | 0      | 1       | 0       | 0       |
| 24  | Mohammed Ihattaren     | 20 (2)     | 3          | 2          | 1          | 8 (1)  | 3      | 0       | 0       | 30 (3)  | 7      | 1       | 0       | 0       |
| 25  | Ritsu Doan             | 12 (7)     | 2          | 1 (1)      | 0          | 3 (1)  | 0      | 0       | 0       | 16 (9)  | 2      | 1       | 0       | 0       |
| 26  | Zakaria Aboukhlal      | 0 (1)      | 0          | 0          | 0          | 0      | 0      | 0       | 0       | 0 (1)   | 0      | 0       | 0       | 0       |
| 28  | Olivier Boscagli       | 6 (6)      | 0          | 1          | 0          | 4      | 0      | 1       | 0       | 12 (6)  | 0      | 2       | 0       | 0       |
| 30  | Ryan Thomas            | 10 (1)     | 2          | 1          | 0          | 1 (2)  | 0      | 0       | 0       | 12 (2)  | 2      | 1       | 0       | 1       |
| 31  | Yanick van Osch        | 0          | 0          | 0          | 0          | 0      | 0      | 0       | 0       | 0       | 0      | 0       | 0       | 0       |
| 32  | Michal Sadílek         | 13 (1)     | 1          | 0          | 0          | 8 (1)  | 0      | 1       | 0       | 22 (2)  | 1      | 7       | 0       | 0       |
| 33  | Jordan Teze            | 1 (1)      | 0          | 0          | 0          | 0 (1)  | 0      | 0       | 0       | 1 (2)   | 0      | 0       | 0       | 0       |
| 34  | Amar Ćatić             | 0          | 0          | 0          | 0          | 0 (2)  | 0      | 0       | 0       | 0 (2)   | 0      | 0       | 0       | 0       |
| 56  | Noni Madueke           | 1 (3)      | 0          | 0          | 0          | 0      | 0      | 0       | 0       | 1 (3)   | 0      | 0       | 0       | 0       |
| 68  | Ricardo Rodríguez      | 5 (1)      | 0          | 0          | 0          | 0      | 0      | 0       | 0       | 5 (1)   | 0      | 0       | 0       | 0       |